# Skanderbeg

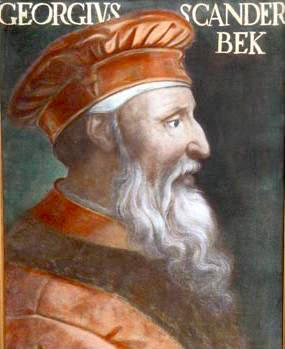
Georg Kastriota Skanderbeg. Historisierendes Profil aus dem 18. Jahrhundert in den Uffizien von Florenz

Georg Kastrioti (deutsch für Gjergj Kastrioti [ˈɟɛɾɟ ˈkasˌtɾiˈɔˌti]), genannt Skanderbeg (albanisch Skënderbeu, von osmanisch اسکندر بگ İA İskender Beğ; * 6. Mai 1405 in der Region Dibra-Mat; † 17. Januar 1468 in Lezha), war ein Fürst aus dem albanischen Adelsgeschlecht der Kastrioti und ein Militärkommandant, der von 1423 bis 1443 dem Osmanischen Reich, von 1443 bis 1447 der Republik Venedig und ab 1451 bis zu seinem Tod dem Königreich Neapel diente.
Durch seine Verteidigung des Fürstentums Kastrioti gegen die Osmanen erhielt er von Papst Calixtus III. den Ehrentitel Athleta Christi („Kämpfer des Christentums“) und von Papst Pius II. den des „neuen Alexanders“ (in Anspielung auf Alexander den Großen). Dazu wurde er auch von seinen Gefährten zum Dominus Albaniae („Herrn von Albanien“) gekrönt. Heute wird er von vielen als albanischer Nationalheld geehrt.

## Leben

### Herkunft

Wappen der Kastrioti

Georg Kastriota war neben Stanisha, Reposh und Konstandin II. der jüngste von vier Söhnen des Fürsten Gjon Kastrioti I. und seiner Ehefrau Voisava Tripalda, Tochter des Herrn von Polog (in Nordmazedonien). Die Fürstenfamilie hatte außerdem fünf Töchter (Mara, Jelena, Mamica, Angjelina und Vlajka). Seine Familie wuchs in einer ethnischen Mischzone auf und gehörte dem christlich-orthodoxen Glauben an.

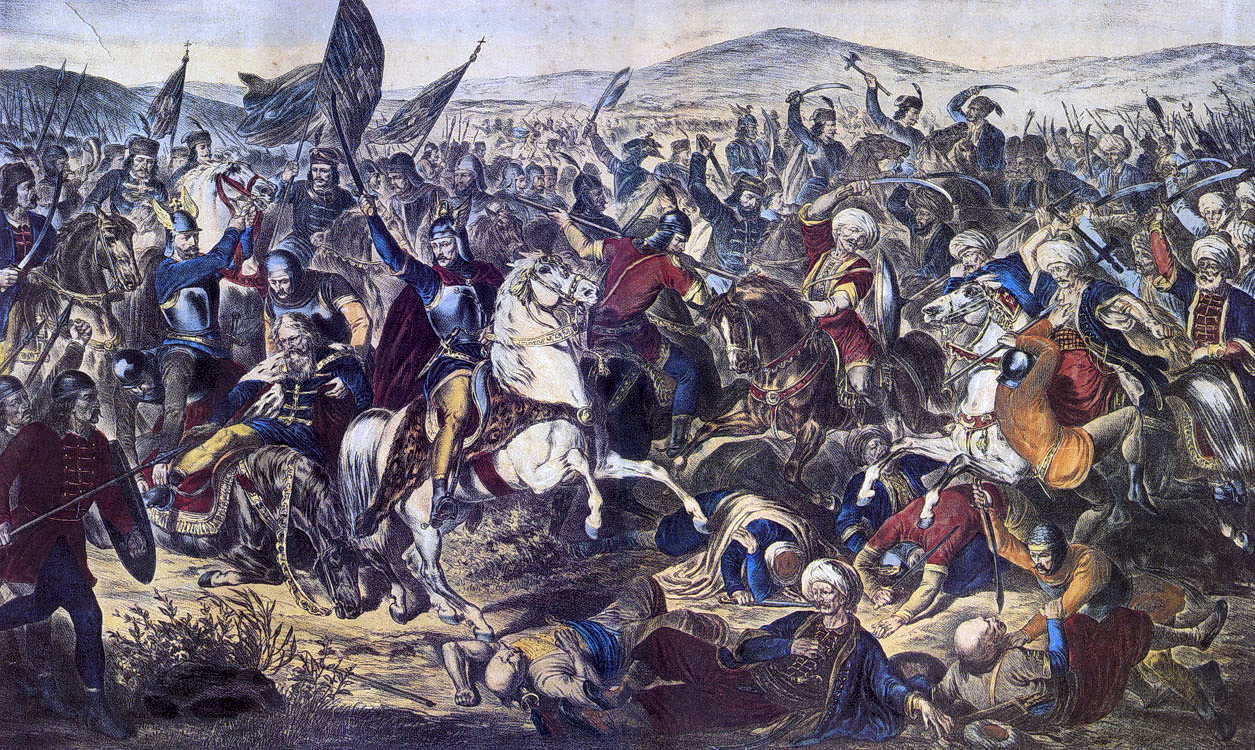
Schlacht auf dem Amselfeld (1389) von Adam Stefanović, Ölgemälde auf Leinwand, 1870

Die Koalition der christlichen balkanischen Völker aus dem Jahr 1359 unterlag dem Osmanischen Reich in der Schlacht auf dem Amselfeld (1389), in der Georgs Vater an der Seite seines Vaters Pal kämpfte. Pal fiel in dieser Schlacht; Gjon überlebte und wurde Vasall im Dienste des Sultans Murad II. Das bedeutete, dass er dem Sultan einen Tribut zu zahlen hatte und mit einer Armee einen Beitrag zu den Kriegen des Sultans auf dem Balkan leisten musste. 1402 unterstützte Johannes den Sultan Bayezid I. in der Schlacht von Ankara, die die Timuriden gegen die Osmanen gewannen.

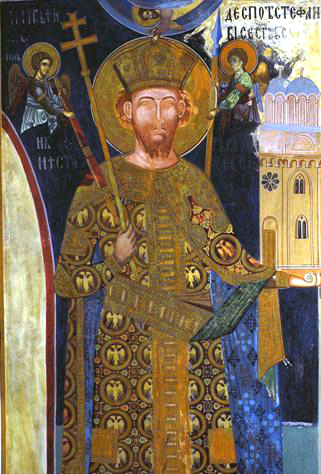
Stefan Lazarević, Kloster Manasija 1407–1418

Gjons Religion stand direkt unter dem Einfluss des internationalen Gleichgewichtes der politischen Kräfte. Zeit seines Lebens wechselte Gjon mit seinem Fürstenhaus mehrere Male die Religion. Dazu schrieb der albanische Historiker, Politiker und orthodoxe Bischof Fan Noli in seiner Skanderbeg-Biographie: „Er war kein fanatischer Anhänger irgendeines Glaubens, sondern wechselte ihn entsprechend seinen sich ändernden politischen Orientierungen. Er war katholisch als Verbündeter Venedigs (1407); er war orthodox als Parteigänger Stefan Lazarevićs von Serbien 1419 bis 1426; er war Moslem als Alliierter Murads II. von 1430 bis 1438; römisch-katholisch war er wieder ab 1438 als Verbündeter und Ehrenbürger von Venedig und Ragusa (Dubrovnik); und er starb als guter Christ 1443.“ Diese Politik betrieben auch andere albanische Fürsten des Mittelalters.

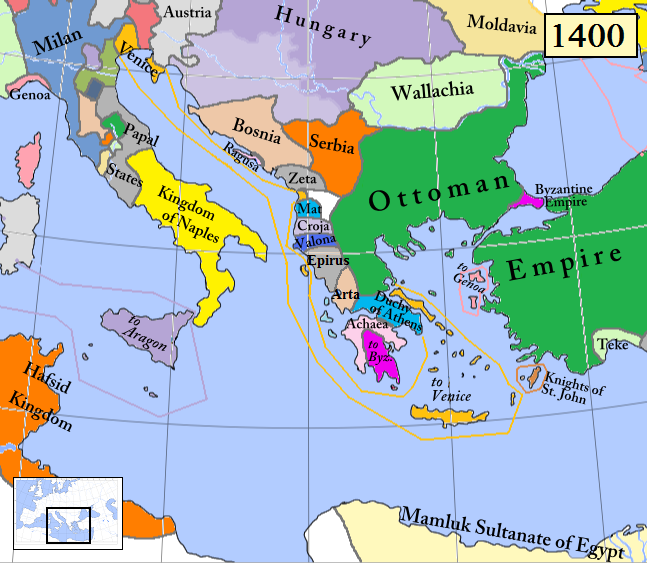
Karte des Balkans um 1400

Nach dem österreichischen Historiker und Archivar Heinrich Kretschmayr galt Gjon für „leidlich mächtig in Albanien“, wurde Bürger der Republik Venedig und der Republik Ragusa und herrschte als Türkenvasall und gefürchteter Reiterführer in der Gegend von Durazzo bis Dibra.
Um dem wachsenden Druck der Osmanen zu entgehen, hatte Gjon gute Beziehungen zur Republik Venedig geknüpft; 1406 wurde er in den venezianischen Archiven als dominus satis potens in partibus Albaniae („mächtiger Herr in den Landen Albaniens“) und 1409 als magnifici domini Johannis Castrioti registriert, und um Schutz vor den Osmanen zu erhalten, war Gjon ein Vasall der Republik Venedig geworden, dem einzigen katholischen Land in seiner Nähe.
Gjon Kastrioti führte von 1407 bis 1430 Krieg gegen die Osmanen, wobei er mehrere Niederlagen erlitt: 1410, 1416, 1428 und 1430.

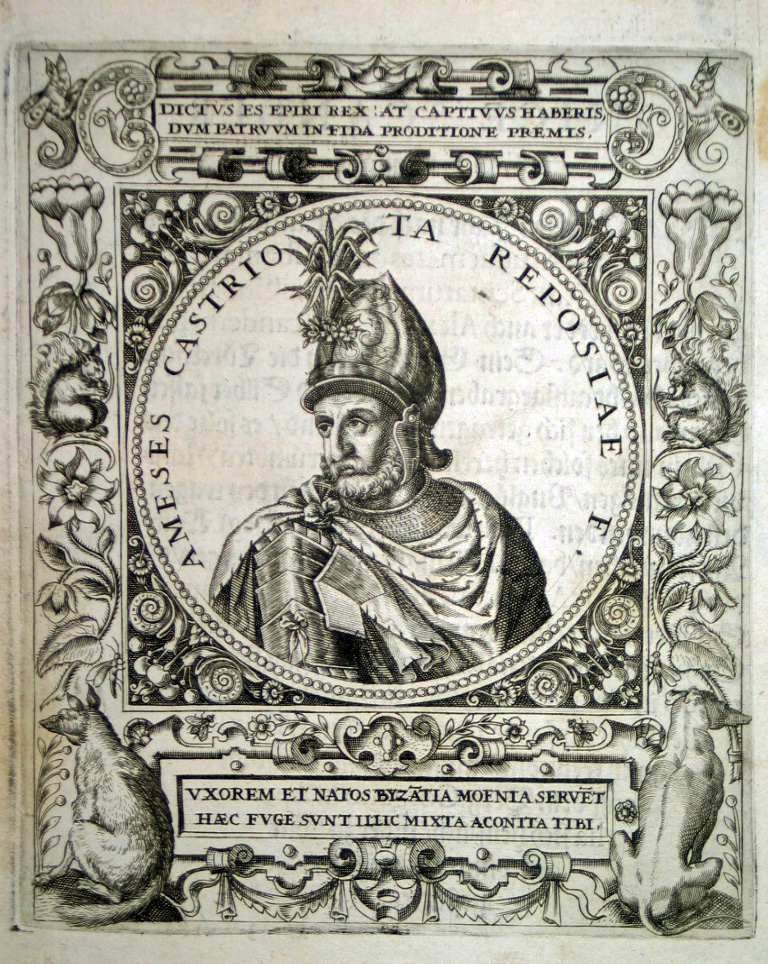
Hamza Kastrioti

Als Gjon 1410 seine erste Niederlage gegen die Osmanen erlitt, teilte er Venedig mit, dass er als Unterpfand seiner Loyalität gezwungen worden war, dem Feind einen Sohn als Geisel zu überlassen. Möglicherweise war es Stanisha, der eine Türkin heiratete und mit ihr einen Sohn namens Hamza (lateinisch Ameses Castriota) hatte.
Im Jahr 1413 wird Gjon in venezianischen Dokumenten als dominus partis Bosine (Herr von Bosnien) erwähnt.
Im Jahr 1415 musste Gjon, der Kruja an die Osmanen abgetreten hatte, den Sultan als seinen Herrn anerkennen, indem er ihm Tribut zahlte. Sein Sohn Stanisha, der 1410 als Geisel an die Osmanen ausgeliefert worden war, konnte nach Hause zurückkehren.
Im Jahr 1420 erstreckte sich das Gebiet von Gjon fast bis nach Prizren im heutigen Kosovo und bis nach Lezha im heutigen Albanien.
Am 28. Januar 1423 wurde Juannus Castrioti zum unus ex dominis Albanie (einer der Herren von Albanien) ernannt. Am 25. Februar 1420 unterzeichneten Johannes Castriota und seine vier Söhne (Stanisha, Reposh, Konstantin und Georg) ein Handelsabkommen mit der Republik Ragusa. In diesem Abkommen wurden die Zölle festgelegt, die die ragusanischen Kaufleute bei der Durchquerung der Ländereien der Kastrioti von Shufada, südlich von Lezha, bis Prizren zu entrichten hatten.
1422 wandte sich Gjon Kastrioti von Venedig ab und verbündete sich mit Stefano Lazarević, dem Despoten von Serbien, dem er einen seiner Söhne, möglicherweise Stanisha, mit einem albanischen Heer gegen Shkodra schickte, das damals unter venezianischer Kontrolle stand.

Das Kloster Hilandar

Im Jahr 1426 unterzeichnete Gjon zusammen mit seinen vier Söhnen Stanisha, Reposh, Konstantin und Georg eine Urkunde. In dieser Urkunde schenkte die Familie dem Kloster Hilandar auf dem Athos die Einnahmen von zwei Dörfern, Rostusha und Trebishtë, im heutigen Nordmazedonien. Vielleicht im selben Jahr oder etwas später erwarben Gjon, Reposch, Konstantin und Georg von dem oben genannten Kloster den St. Georgs-Turm, auch Arbanaški pirg (albanischer Turm) genannt. Aus dem Fehlen von Stanisha in dem Dokument lässt sich schließen, dass er es war, der regelmäßig mit seiner Armee den Sultan oder den Despoten von Serbien unterstützte, mit denen Gjon von Zeit zu Zeit verbündet war.
1428 wurde Gjon erneut von den Osmanen besiegt und war gezwungen, mit dem Sultan Frieden zu schließen. Er schrieb an Venedig und bat darum, sich nicht zu ärgern, wenn sein Sohn, der zum Islam konvertiert war, zusammen mit dem osmanischen Heer venezianisches Gebiet besetzen würde. Venedig erwiderte, dass er als Vater seinen Einfluss auf seinen Sohn geltend machen solle, um ihn davon abzuhalten, die Republik zu belästigen. Es ist nicht bekannt, um welchen Sohn es sich handelt, aber es ist wahrscheinlich, dass es sich um Stanisha handelt.

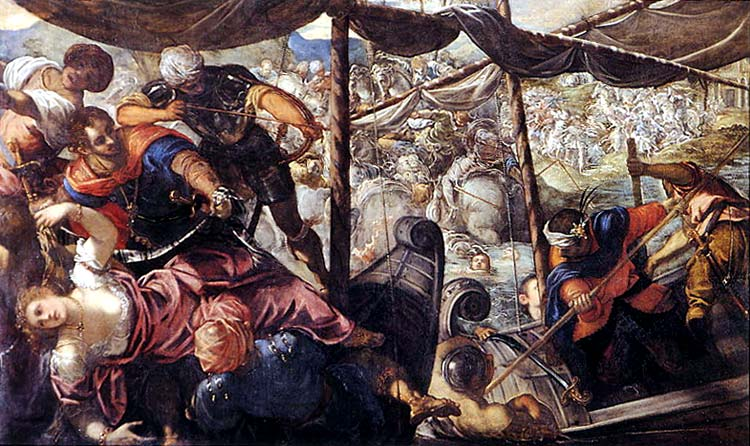
Ein venezianisches Geschwader versucht die Besatzung einer Eskorte von osmanischen Handelsschiffen zu entern. (Il ratto di Elena oder Battaglia navale von Jacopo Tintoretto (1588–1589); Prado)

Schließlich wurde Gjon in der Schlacht von Thessaloniki im Jahr 1430 erneut zum Verbündeten Venedigs. Gjon wurde wie die Venezianer von den Osmanen besiegt. Die Friedensbedingungen waren diesmal noch härter: Vier seiner Burgen wurden zerstört und zwei in osmanische Garnisonen umgewandelt. Seine Ländereien wurden größtenteils unter osmanische Verwaltung gestellt und Gjon musste sich in das schmale Berggebiet zurückziehen, das ihm als Vasall überlassen worden war. Gjon musste dem Sultan außerdem einen jährlichen Tribut zahlen und ihm mit seinem Heer überallhin folgen, wo er gebraucht wurde. Außer Reposh, der mittlerweile Mönch geworden war, dienten seine drei Söhne Stanisha, Konstantin und Georg als Verbündete in der osmanischen Armee. Dieser Zwangsdienst wurde in der Nähe der albanischen Grenze geleistet, von wo aus sie nach Beendigung ihrer Mission zurückkehrten. Nach der Niederlage in der Schlacht von Thessaloniki im Jahr 1430 konvertierten Gjon und seine drei Söhne zum Islam. Allerdings geschah dies nur scheinbar, wie Fan Noli berichtet. Gemäß Papst Pius II. und dem Chronisten von Ragusa, Pietro Luccari, nahm Gjon selbst den muslimischen Namen Hamza an. Seine Söhne Stanisha und Georg nahmen den Namen Karagus bzw. İskender (Alexander, in Anlehnung an Alexander den Großen) an. Sein vollständiger Name war Yuvan oğlu İskender bey („İskender, Sohn des Yuvan“).

### Skanderbeg als osmanischer Vasall
Um 1436 muss Skanderbeg als Timar in Dibër oder auf den Gütern von Dhimitër Jonima im Dienst des Sandschakbey von Ohrid gestanden haben, denn er erschien bei diesem, um ihn um ein Wohlwollenszertifikat (şefkatname) zu bitten, um das vakante Lehen Misia zu erhalten, das zuvor zum Besitz seines Vaters gehörte. Bis zu diesem Zeitpunkt wird Georg Kastrioti nur unter dem Namen İskender erwähnt. Später, zwischen 1436 und 1438, wurde er von der osmanischen Regierung zum Subashi (türkisch: Subaşı) des Verwaltungsbezirks Kruja ernannt. Er erwarb den für seine neue Rolle notwendigen Titel Beg und wurde so zum Skënderbeg(u), der modernen albanischen Form von Skënderbej/beu „Skanderbeg“.
Vom albanischen Historiker Marinus Barletius wird Georg folgendermaßen beschrieben: „groß, stark, perfekt geformter Körper mit klassischen Gesichtszügen des illyrischen Bergvolkes, zu dem seine Familie gehörte.“ Georg unterschied sich durch Fähigkeit, Intelligenz und Kultur. In der Tat lernte er während seiner Zeit am osmanischen Hof perfekt Türkisch, Arabisch, Griechisch, Italienisch, Latein und Kirchenslawisch.

Johann Hunyadi

Laut dem albanischen Historiker Kristo Frashëri geben drei osmanische Chronisten (Hoca Sadeddin Efendi, Sollak zade und Munecim Başi) an, dass Skanderbeg im Frühjahr 1438 einen erfolglosen Aufstand organisierte und gezwungen war, den Sultan um „Vergebung“ zu bitten. Anschließend wurde er wieder osmanischer Vasall. Diese Tatsache wird durch Grundbuchdokumente bestätigt. Ende 1438 wurde nicht mehr Skanderbeg, sondern ein gewisser Hızır beg als Subashi in Kruja eingetragen. Es kann jedoch angenommen werden, dass Skanderbeg das Amt des Subashi in einem anderen Bezirk innehatte und in dieser Eigenschaft an den meisten osmanischen Feldzügen dieser Zeit teilnahm. Im Jahr 1439 eroberten die Osmanen Serbien und dessen Hauptstadt Smederevo. Im Jahr 1440 scheiterte die Belagerung von Belgrad und 1442 fand eine Offensive nördlich der Donau in der Nähe von Hermannstadt statt, wo die osmanischen Truppen von dem ungarischen Generalkapitän Johann Hunyadi vernichtet wurden.
Im Jahr 1438 wurden Gjon Kastrioti und seine Söhne erneut Ehrenbürger von Venedig. Die christlichen Mächte Venedig und Ragusa versprachen Schutz und Unterstützung, finanziell oder durch Lieferungen, im Falle einer Rebellion gegen den Sultan. Im Juli 1439 kehrten sie nach Ragusa zurück. Der Senat von Ragusa beschloss, den Namen Georg Kastrioti zunächst zu schreiben, strich ihn jedoch später durch. Fan Noli behauptet, dass Georg Kastrioti unter den Osmanen in Zeiten von Kriegen und Feldzügen den Beinamen Skanderbeg annahm. Bei seiner Rückkehr in die Heimat während eines Waffenstillstands oder einer Friedensperiode hätte er wieder seinen christlichen Namen angenommen. Deshalb erkannten ihn die Venezianer im Jahr 1438 als ihren Verbündeten und Ehrenbürger an, da sie ihn für einen Christen hielten. Im Gegensatz dazu lehnte ihn Ragusa im selben Jahr ab, da sie ihn für einen Muslim hielten.
Nach dem Tod seines Vaters Gjon I. Kastrioti im Jahr 1442 erbte Georg das Fürstentum seines Vaters ohne Festungen. Er wurde Vasall und „Verbündeter“ von Sultan Murad II. und zahlte diesem einen jährlichen Tribut von 6.000 Dukaten.

### Der Kampf um die albanische Unabhängigkeit

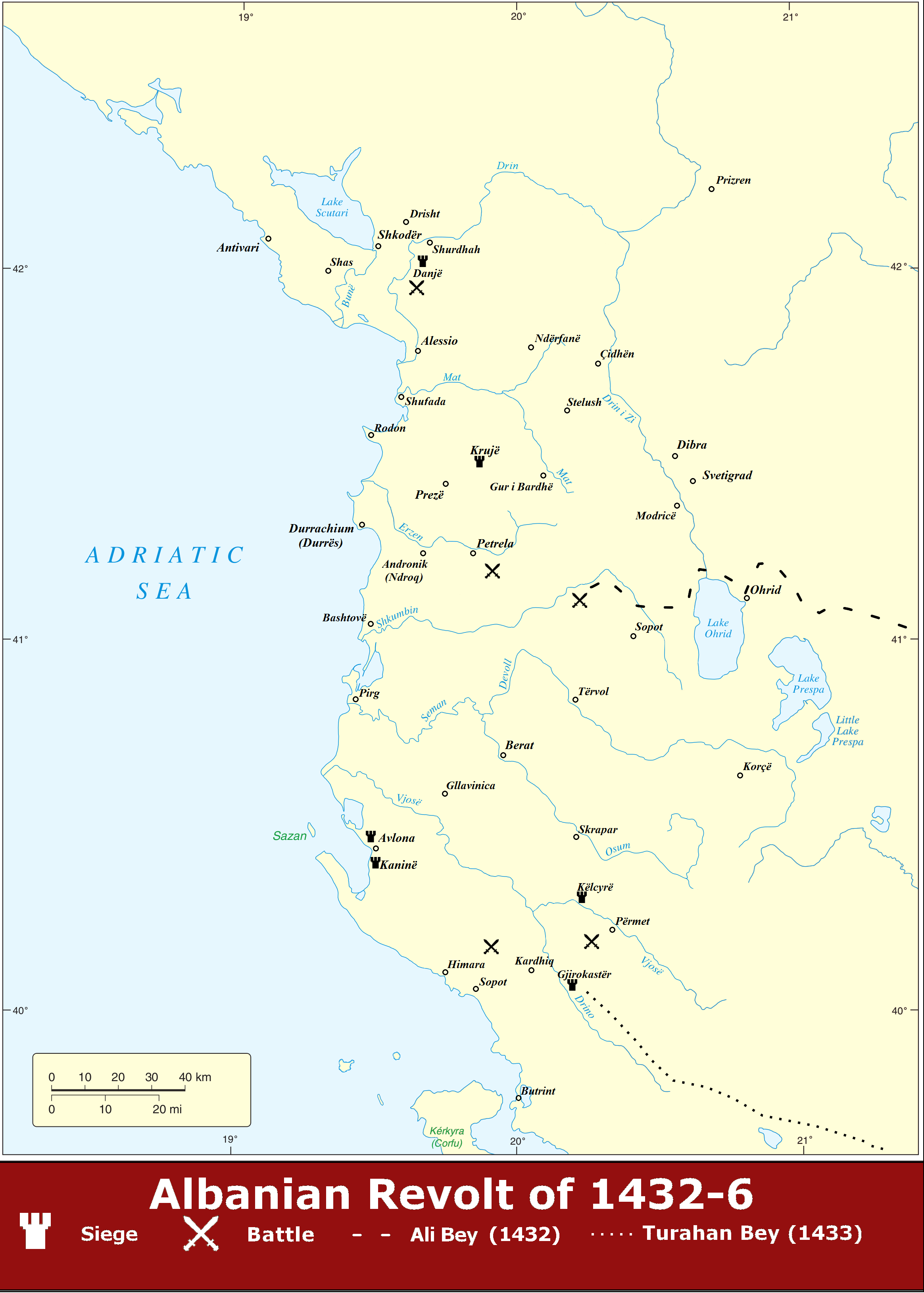
Karte der militärischen Aktivitäten während des albanischen Aufstandes von 1432 bis 1436

Obwohl Sultan Murad II. nach seinem Sieg in der Schlacht von Thessaloniki (1430) seine Macht in der albanischen Region fast ungehindert ausüben konnte, erregte seine Verwaltung den Zorn der Bevölkerung, indem sie Steuern und andere Abgaben berechnete, die von den Bauern und Grundbesitzern geschuldet wurden. Dies führte zwischen 1432 und 1436 zu einer Reihe von bewaffneten Aufständen der Bauern gegen die Osmanen in Mittel- und Südalbanien, im Tal des Flusses Shkumbin und in der Gegend von Gjirokastra.
Als Andrea II. Thopia im Jahr 1432 eine kleine osmanische Streitmacht in Mittelalbanien besiegte, ermutigte er die anderen Anführer. In der Zeit zwischen 1433 und 1436 schlugen die Rebellen Gjergj Arianiti, Andrea II. Thopia, Thopia Zenevisi und Nicola II. Dukagjini drei große osmanische Offensiven zurück. Gjergj Arianiti, Skanderbegs zukünftiger Schwiegervater, übernahm 1433 das Kommando über den Widerstand gegen die Osmanen und fügte ihnen im Kurvelesh eine erste Niederlage zu. Papst Eugen IV., Alfons I. von Aragon und Kaiser Sigismund stellten ihn daraufhin unter ihren Schutz. Im Jahr 1434 besiegte Gjergj Arianiti erneut ein osmanisches Heer in den engen Tälern des Flusses Shkumbin. Nikola II. Dukagjini nutzte den Aufstand, um die Gebiete seines vorosmanischen Fürstentums in Nordalbanien zurückzuerobern. Im Jahr 1435 belagerte und eroberte er Dagnum.

Sandschak Albanien 1431

Die osmanischen Truppen unter General Turakhan Bey schlugen den Aufstand in den albanischen Gebieten nieder und verübten dabei zahlreiche Massaker an der Zivilbevölkerung. Im Jahr 1438/39 kam es erneut zu Kämpfen gegen die Osmanen. Gjergj Arianiti musste in das Gebiet von Skrapar und Tomorrica fliehen, wo er seinen Kleinkrieg gegen die Osmanen fortsetzte. Schließlich gewährte Murad II. ihm stillschweigend das Gebiet zwischen den Flüssen Shkumbin und Vjosa als seinen Herrschaftsbereich. Es folgte jedoch ein kurzer Frieden, denn 1443/44 griff Gjergj Arianiti erneut die Osmanen im Gebiet von Elbasan, Tepelena und Voskopoja an. Um die osmanische Autorität zu stärken, ernannte Murad II. Georg Kastrioti und Yakup Bey Muzaka zu Subaschis von Kruja beziehungsweise zum Sanjak-Bey des Sandschaks Albanien. Die albanischen Fürsten, die die osmanische Souveränität akzeptierten, erhielten ihre vorosmanischen Besitztümer und Grenzbesitztümer sowie ein gewisses Maß an Autonomie, während die anderen ins Exil geschickt wurden oder sich weiterhin am Guerillakrieg beteiligten.
Um seinen Staat zurückzuerobern, suchte der serbische Despot Đurađ Branković im Februar 1442 die Unterstützung von Papst Eugen IV. Der Papst schickte daraufhin den päpstlichen Legaten Giuliano Cesarini zu Władysław III., dem König von Polen und Ungarn, sowie zu Johann Hunyadi, dem ungarischen Generalkapitän, um einen Kreuzzug gegen die Osmanen zu fördern. Es hat sich zunehmend die Meinung durchgesetzt, dass „der Schild gegen die Ungläubigen“ sich nicht auf das Byzantinische Reich, sondern auf Ungarn bezieht. Im März 1442 sandte Papst Eugen IV. Cristoforo Garatone (Garatoni) aus, um den Kreuzzug in Ungarn, Litauen, Moldawien, der Walachei und Albanien zu propagieren. Später, am 1. Januar 1443, rief Papst Eugen IV. in der Bulle alle Christen zum Kreuzzug auf, um Europa von den Osmanen zu befreien.
Dem byzantinischen Historiker Laonikos Chalkokondyles zufolge versuchten die ehemaligen albanischen Fürsten nach der Niederlage der Osmanen in der Schlacht von Niš im November 1443, die von einem christlichen Heer unter der Führung von Johannes Hunyadi besiegt worden waren, ihre Gebiete zurückzuerobern. Einer von ihnen war Georg Kastrioti Skanderbeg, der mit seinem Neffen Hamza Kastrioti und einer Armee von 300 Albanern die osmanische Armee verließ und die Burg Kruja zurückeroberte, was den Beginn eines 25-jährigen Kampfes gegen das Osmanische Reich markierte.

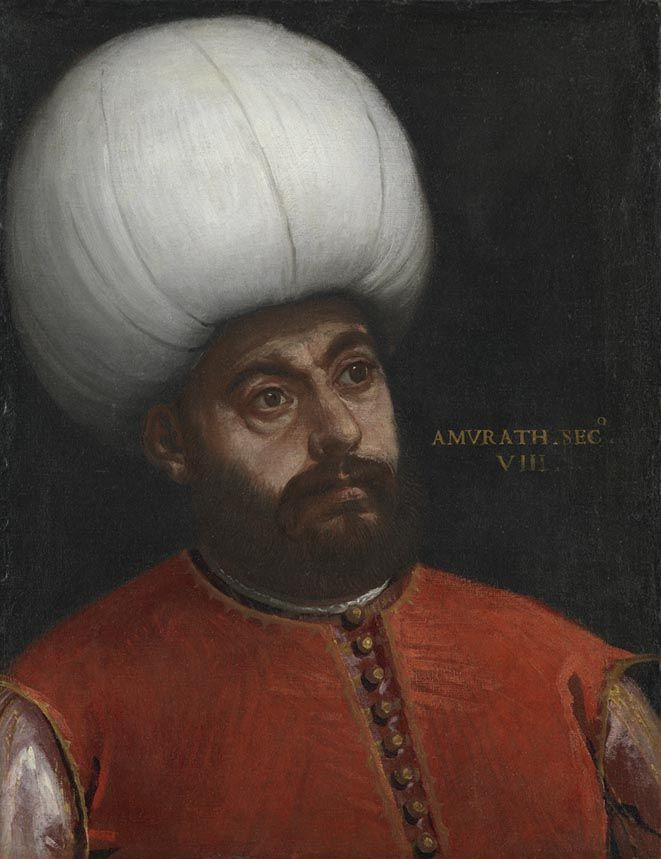
Paolo Veronese: Sultan Murad II., Bayerische Staatsgemäldesammlungen

Gemäß dem Schriftsteller Marinus Barletius fand Skanderbeg nach seiner Rückkehr nach Kruja viele Fürsten versammelt, darunter vor allem seine Cousins mit ihren Vasallen. Insgesamt waren es etwa 12.000 bewaffnete Männer. Unter ihnen waren Musachio, genannt Angelino, der Sohn seiner Schwester Angjelina, Vladino Golem Comnenus Arianites, die Brüder Gojco und Ivan Stresi, Söhne der Schwester Gjela, Paolo Balšić, Gjin Muzaka, der erste Ehemann der Schwester Vlajka, sein Vater Gjin, Musachio Tophia und Stefan Crnojević, der Ehemann der Schwester Mara.
Am 6. Juni 1444 schrieb Murad II. an Skanderbeg und teilte ihm mit, dass er ihn aufgrund seiner Rebellion nicht wieder in den Besitz von Kruja einsetzen könne. Allerdings gestattete er ihm, den Staat seines Vaters zu behalten, unter der Bedingung, dass er ihm den von seinem Vater ordnungsgemäß erworbenen Teil Albaniens zurückgab. Skanderbeg lehnte diesen Vorschlag am 14. Juli 1444 ab und erklärte dem Sultan den Krieg, falls dieser nicht zum Christentum und insbesondere zum Katholizismus übertreten würde.

### Der „Osmanenbekämpfer“

#### Liga von Lezha (1444)

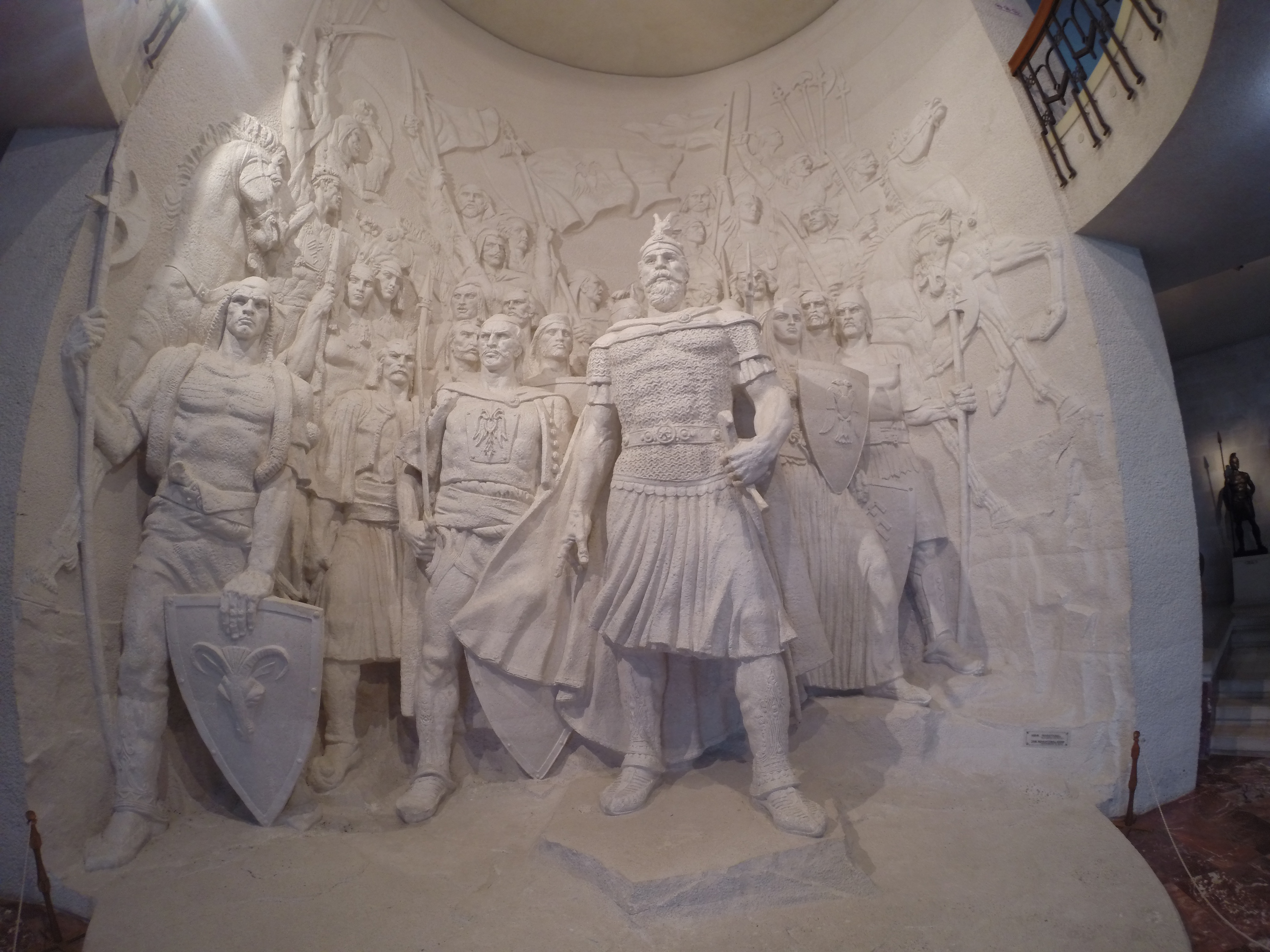
Die Liga von Lezha im Skanderbeg-Museum in Kruja

Im Jahr 1444 lud Skanderbeg die albanischen Fürsten zu einem Treffen in der venezianischen Stadt Lezha ein, um eine anti-osmanische Koalition zu bilden. Allerdings sind uns bis heute keine zeitgenössischen Berichte über dieses Treffen überliefert.

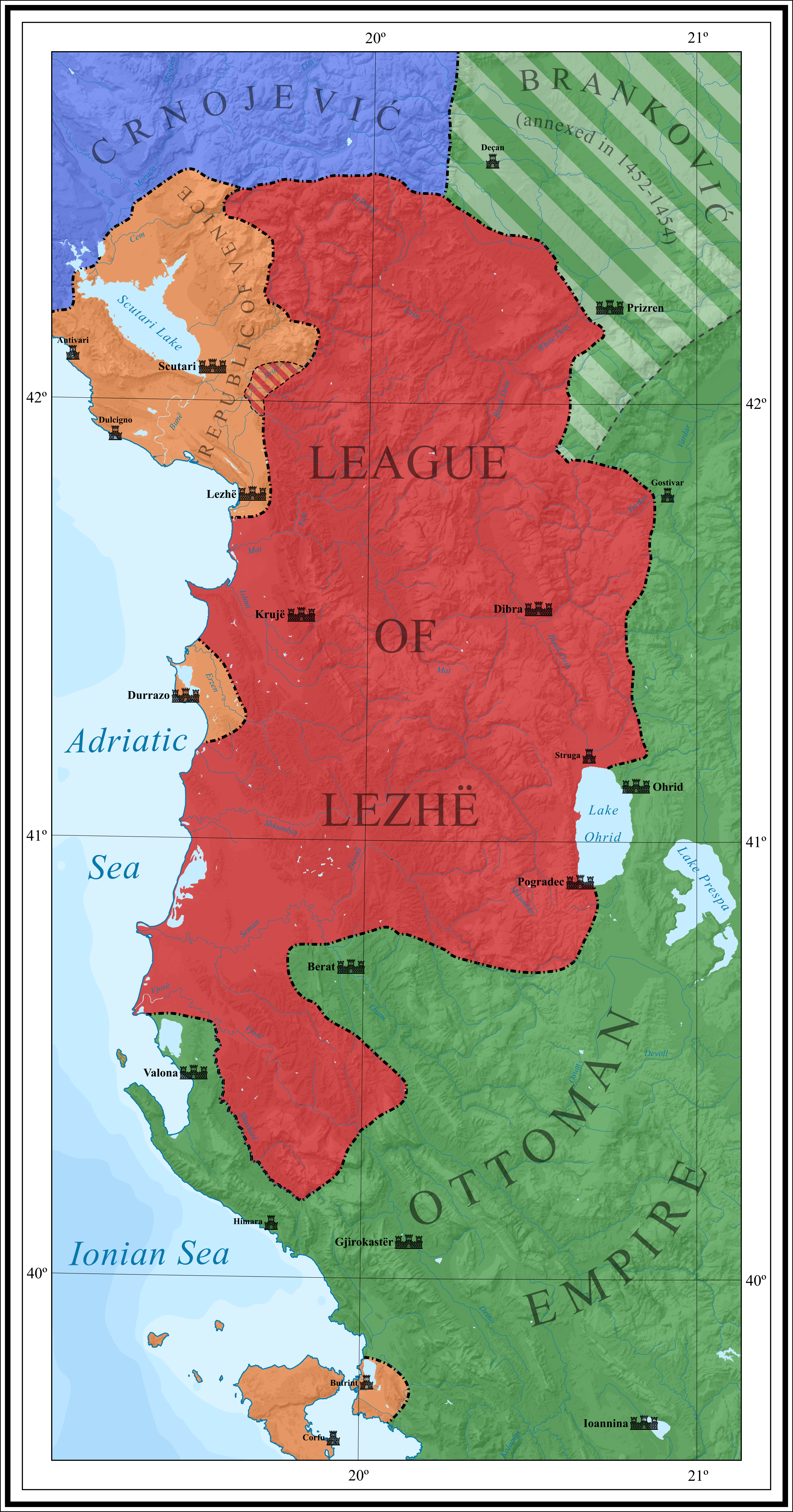
Das Machtgebiet der Liga von Lezha unter Skanderbeg (1444–1468)

Erst etwa 70 Jahre später, zu Beginn des 16. Jahrhunderts, beschrieben Marinus Barletius, Demetrio Franco und Gjin Muzaka die Versammlung von Lezha, welche von Skanderbeg einberufen wurde. Oliver Jens Schmitt, Professor für südosteuropäische Geschichte an der Universität Wien, betont, dass es keinen Grund gibt, die Tatsache der Versammlung in Frage zu stellen. Allerdings ist bei der Untersuchung ihres politischen Inhalts Vorsicht geboten. Es ist anzunehmen, dass die drei Autoren weniger die tatsächlichen Ereignisse als vielmehr die Erinnerung an die heroische Vergangenheit beschrieben haben.
Sowohl Marinus Barletius, als auch Gjin Muzaka und Demetrio Franco, Zeitgenossen Skanderbegs, liefern eine Liste der Teilnehmer an der Versammlung und den Ort. Das Datum des Treffens wird jedoch nicht genannt.
Gemäß Barletius nahmen an der Versammlung folgende Personen teil: „Ariannites Thopia Golemus, Andreas Thopia mit seinen Söhnen Comnino und Musachio sowie seinem Neffen Tanusio, Georg Stresius, sowie die Brüder Nicolaus und Paulus Ducaginus und Lucas Zacharias“.
Gjin Muzaka berichtet, dass folgende Personen an der Versammlung teilgenommen haben: „Arainiti Comnino, Coico Bassa, Nicolo und Paulo Ducaguino, Ginno Mosachi, Andrea Thopia und Pietro Spani“.
Demetrio Franco behauptet, dass an der Versammlung „Aranith Connino, Andrea Thopia, Paolo und Nicolò Ducagino, Pietro Spano, Lech Dismano, Lech Zacharia und die Rektoren der Serenissima“ teilgenommen haben.
Der Erste, der behauptete, die Versammlung habe am „2. März 1444“ stattgefunden, war Giovanni Maria Biemmi, der zwei Jahrhunderte später, 1742, seine Biographie über Scanderbeg vorlegte; aber 1931 und 1933 wurde Biemmi von dem Historiker und Orientalisten Franz Babinger und dem Bibliothekar Kurt Ohly als „Fälscher“ entlarvt.
Als Versammlungsort nennen die Skanderbeg-Biographen Barletius, Muzaka und Franco die venezianische Stadt Lezha, die „30.000 Schritte von Kruja entfernt“ lag. Biemmi bestätigt nicht nur die Stadt Lezha, sondern fügt „in der Hauptkirche der Stadt“ hinzu.
Skanderbeg, der unbesiegbare Herrscher der Albaner, wurde einstimmig zum Oberbefehlshaber des Heeres der „Heiligen Liga“ gewählt. Jedes Mitglied des Bündnisses konnte den Umfang der finanziellen und militärischen Unterstützung frei bestimmen.
Skanderbegs jährliches Einkommen wurde auf rund 200.000 Golddukaten geschätzt und setzte sich aus den Beiträgen der Herren der Liga, den Einkünften seines Fürstentums und den Salinen des Campo Episcopo in der Nähe von San Nicola della Pietra nördlich von Durrës zusammen.

#### Schlacht von Torvioll (1444)

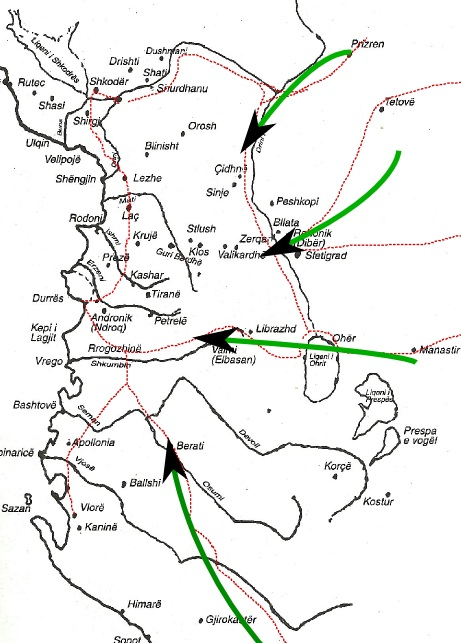
Hauptverläufe der osmanischen Invasionen in Albanien

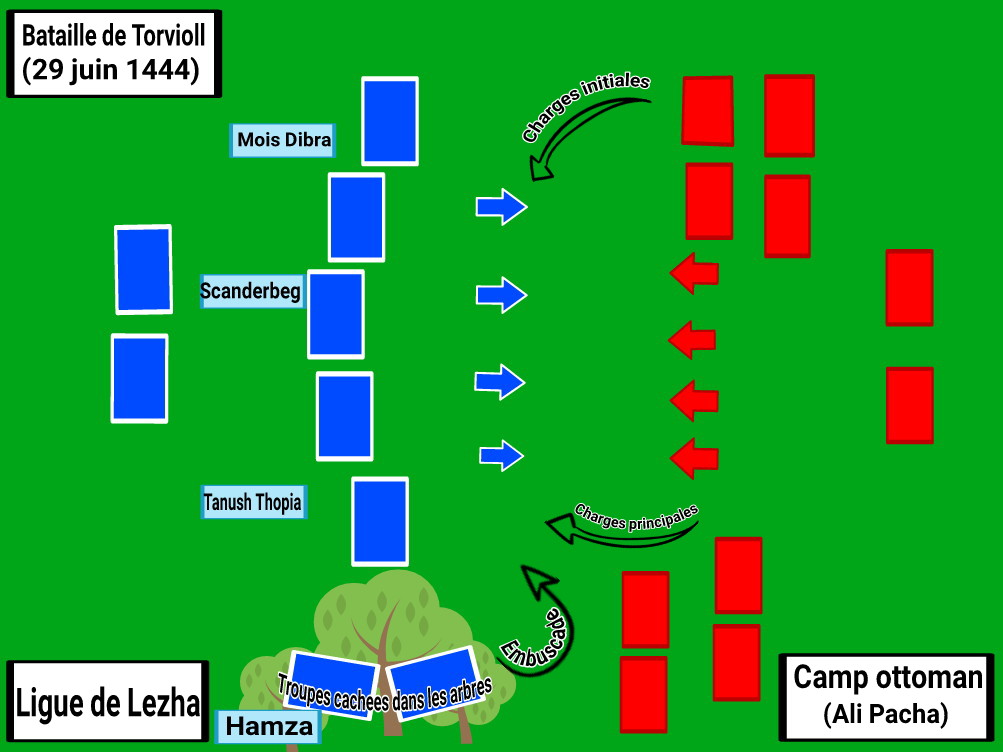
Skanderbegs Schlachtplan bei Torvioll

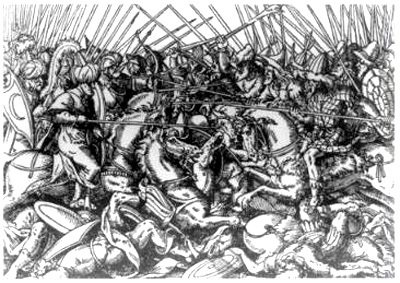
Holzschnitt einer Schlacht zwischen den albanischen Truppen von Georg Kastrioti und den osmanischen Truppen

Um Skanderbegs Verrat zu bestrafen, beschloss Sultan Murad II., den albanischen Widerstand zu brechen, indem er eine 25.000 Mann starke Armee unter der Führung von Ali Pascha gegen ihn schickte. Als Skanderbeg hörte, dass Ali Pascha im Anmarsch war, sammelte er sofort seine Armee und marschierte los. Bei Kashar, einem Dorf nahe Tirana, stellte er sein Heer auf, das aus 6.000 Infanteristen unter der Führung von Marin Span und 7.000 Rittern unter der Führung von Vrana Konti seines Fürstentums sowie 2.000 Reitern der Kapedan der Liga bestand. Die Osmanen wurden am 29. Juni 1444 in der Schlacht von Torvioll vernichtend geschlagen.
Die Quellen sprechen von 120 Toten und 4.000 Verwundeten auf albanischer Seite, von 7.000 bis 10.000 Toten und 500 bis 2.000 Gefangenen auf osmanischer Seite.
Der Erfolg von Skanderbeg hatte eine große Resonanz über die albanische Grenze hinaus und erreichte Papst Eugen IV., der sogar einen neuen Kreuzzug unter der Leitung von Georg gegen den Islam vorschlug. Andererseits war die Niederlage ein schwerer Schlag für den Sultan, der sich der Gefahr eines neuen Kreuzzuges bewusst wurde und beschloss, seine ganze Kraft in die Unterwerfung Albaniens zu stecken.

#### Schlacht von Mokra (1445)
Ein Jahr später kam es in der Nähe des Mokra-Gebirges (heute Makedonski Brod in Nordmazedonien) zu einer neuen Schlacht. Die osmanischen Truppen unter Firuz Pascha, dem Woiwoden von Sitnica im Kosovo, marschierten gegen Albanien.

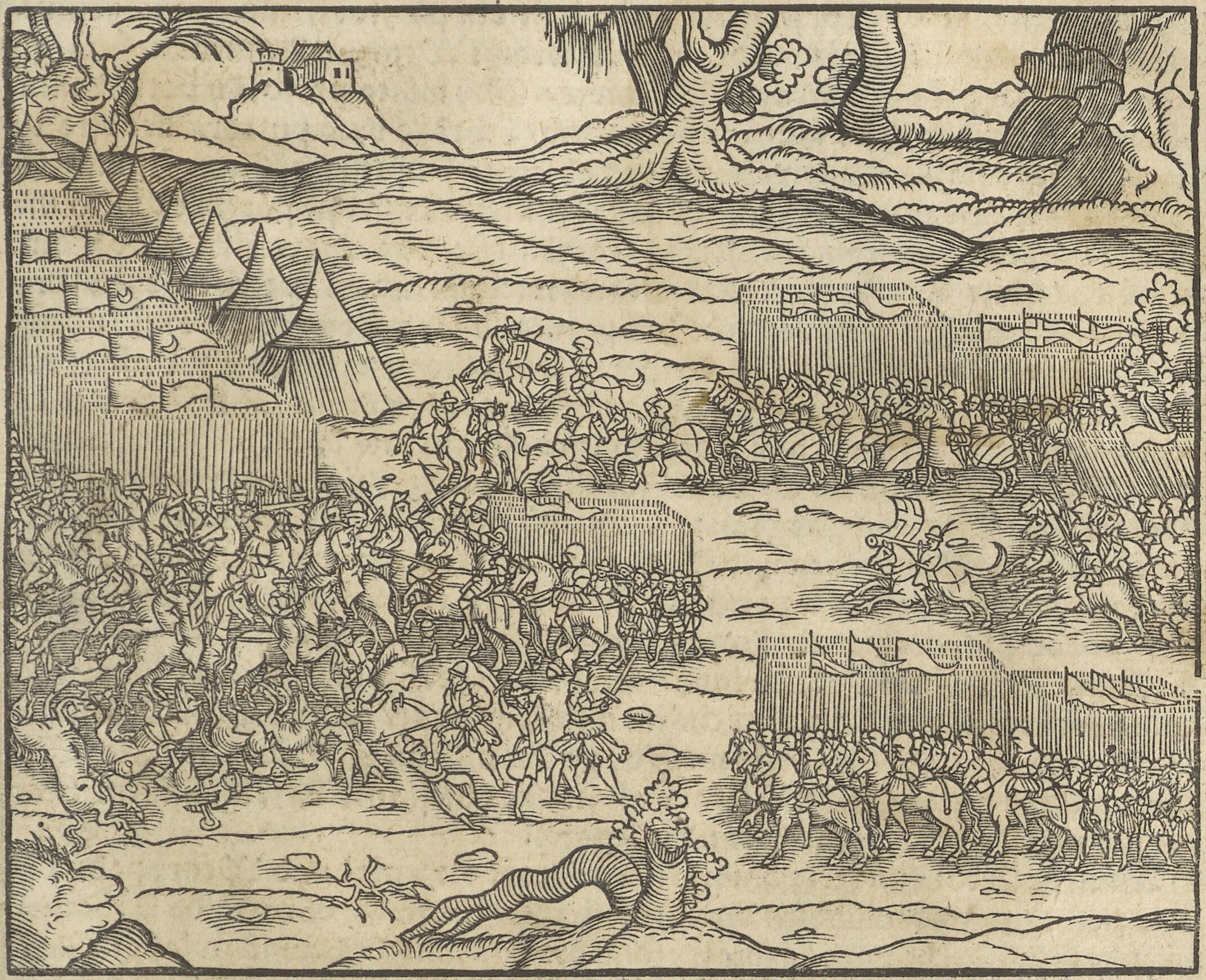
Darstellung der Schlacht in einer polnischen Chronik von 1564

Der osmanische Befehlshaber brach mit 9.000 Reitern auf, während Georg Kastrioti mit seinem 3.500 Mann starken Heer (2.000 Ritter und 1.500 Infanteristen) in einer Schlucht bei Prizren auf ihn wartete. Am 10. Oktober 1445, in der Schlacht von Mokra, wurden die Osmanen erneut vernichtend geschlagen. Der Sieg in der Mokra-Ebene erregte in Europa großes Aufsehen. Er wurde als Revanche für die Niederlage von Warna gewertet, und es herrschte Erleichterung darüber, dass nach dem besiegten Hunyadi ein neuer Verteidiger des Glaubens auf den Plan getreten war. Papst Eugen IV. schickte ihm Botschafter, die ihm seinen apostolischen Segen überbrachten und bestätigten, dass Rom alles in seiner Macht stehende tun würde, um die christlichen Fürsten zur Zusammenarbeit gegen den gemeinsamen Feind, das Osmanische Reich, zu bewegen. Auch der König von Neapel, Alfons I., schickte seinen Botschafter Pietro Dieri als Gratulanten.

#### Schlacht von Otoneta (1446)
An die Stelle des in der Schlacht von Mokra gefallenen Firuz Pascia trat Mustafa Pascia, der über ein Heer von 15.000 Rittern verfügte. Er hatte den Befehl, Skanderbeg nicht auf offenem Feld zu bekämpfen, sondern nur plötzliche Überfälle auf seine Ländereien, Plünderungen und Massaker zu unternehmen.
Das osmanische Heer schlug sein Lager bei Otoneta in der Oberen Dibra auf und zog von dort in alle Richtungen, um zu plündern und zu rauben. Skanderbeg nutzte diese Zersplitterung des feindlichen Heeres, um Mustafa Pascha mit 5.000 Mann anzugreifen und zu überraschen. Mustafa Pascha wurde am 27. November 1446 in der Schlacht von Otoneta vernichtend geschlagen. Nach dieser Niederlage befahl Murad II. dem Mustafa-Pascha, sich auf die Verteidigung der Grenze zu beschränken.

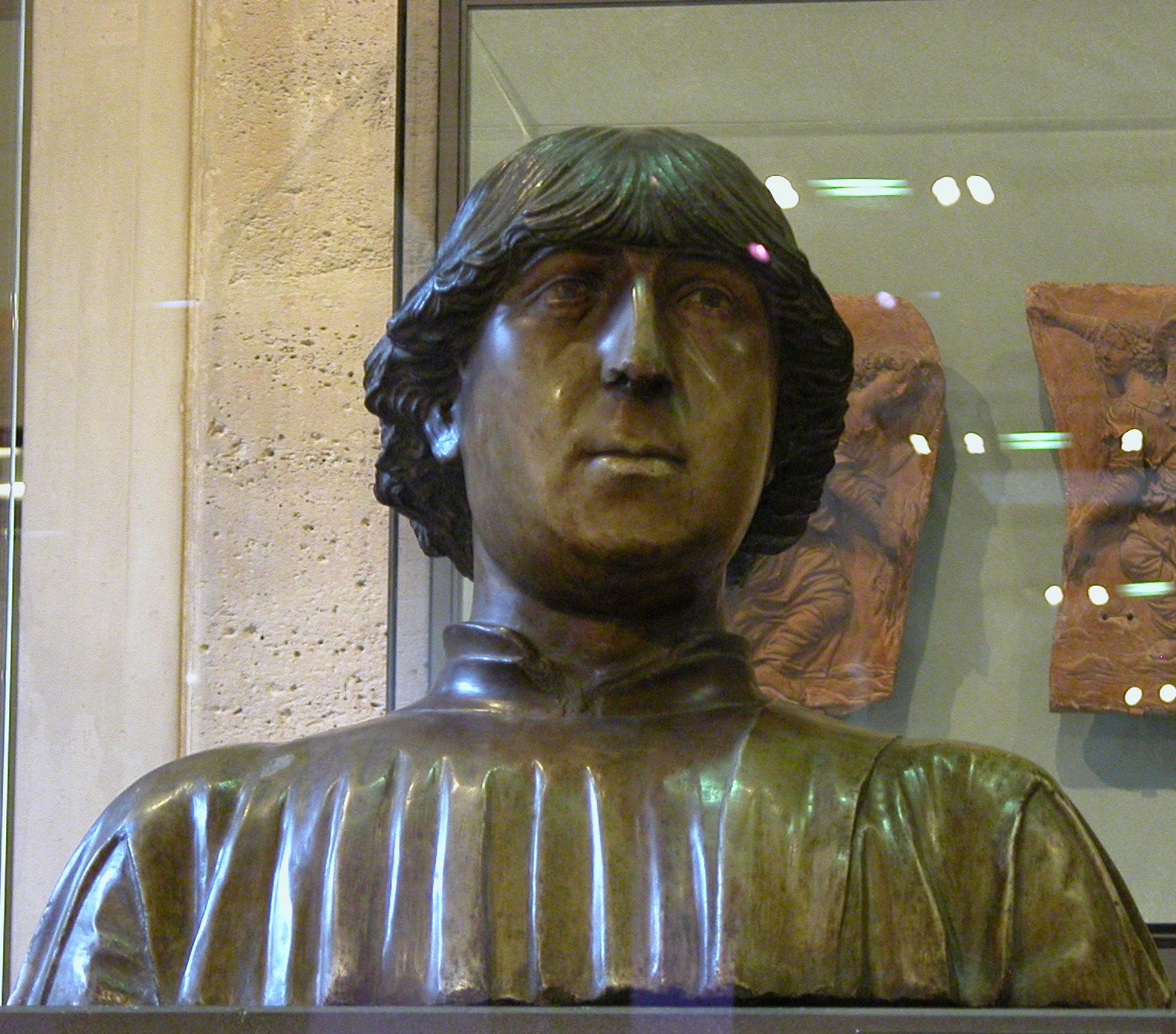
Büste Ferdinands I. im Louvre

Am 13. Dezember 1447 teilte Alfons I. seinem Sohn Ferdinand, den Haupt- und Unteroffizieren, den Vasallen und den Università des Königreichs und insbesondere denen von Calabria Ultra, Capitanata, Terra di Bari und Terra d’Otranto, den Ratsmitgliedern und den Mitgliedern der königlichen Familie mit, dass Georg Kastrioti Skanderbeg, der gegen die Osmanen gekämpft hatte, um einige seiner Provinzen zurückzuerobern, die königliche Gastfreundschaft gewährt worden war. Alfons erlaubte ihm nicht nur mit seiner Frau, seinen Kindern und seiner Familie in das Königreich Neapel zu kommen, sondern auch seine persönliche Habe mitzubringen. Außerdem befahl Alfons ihn nicht nur als Freund, sondern auch als Verwandten und Bruder des Königs zu empfangen.

#### Albanisch-Venezianischer Krieg (1447–1448)
Skanderbegs Unternehmungen beunruhigten jedoch die Venezianer, die ihren inzwischen stabilisierten Handel mit den Osmanen gefährdet sahen und sich zunächst mit dem Sultan Murad II. gegen Georg Skanderbeg verbündeten. Die Schlacht vom 23. Juli 1448 vor den Toren Shkodras bedeutete die Niederlage der Venezianer, die sich rächten, indem sie die Festung der Balšić dem Erdboden gleichmachten. Nach dem osmanischen Sieg bei Svetigrad am 31. Juli 1448, der den Osmanen den Weg ins Innere Albaniens öffnete und dem Scheitern der Balkankoalition mit Johann Hunyadi suchte Skanderbeg mit der Unterstützung des katholischen Klerus Hilfe in Italien und in Dalmatien. Zwei Wochen später, am 14. August 1448, siegte Skanderbeg in der Schlacht von Oranik erneut über die Osmanen.
Im Oktober desselben Jahres forderte der ungarische Befehlshaber Johann Hunyadi Skanderbeg zur Teilnahme am Kampf seiner Armee gegen die Osmanen im Kosovo auf. Skanderbeg konnte jedoch nicht an diesem Kampf teilnehmen, da er vom König von Serbien, Đurađ Branković, der sich mit Sultan Murad II. verbündet hatte, daran gehindert wurde. Aus diesem Grund rächte sich Skanderbeg mit der Zerstörung serbischer Dörfer auf seinem Weg, weil die Serben die christliche Sache verraten und ihn an der Teilnahme am Feldzug gehindert hatten. Als Skanderbeg Hunyadi erreichte, war dieser bereits von den Osmanen besiegt worden.

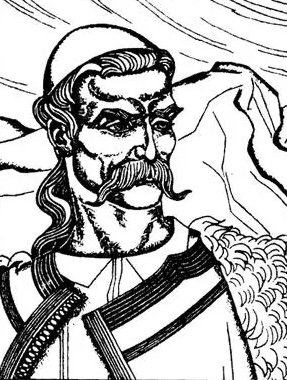
Nikollë II Dukagjini

Der Albanisch-Venezianische Krieg (1447–1448) endete am 4. Oktober 1448 mit dem Frieden von Lezha. Anwesend waren Paolo Loredano (Kapitän von Shkodra), Andrea Veniero (Provveditore in Albanien und Vertreter der Signoria von Venedig), Skanderbeg und Nikollë II. Dukagjini im Namen der anderen albanischen Herren. Als Zeugen waren der Bischof von Albanien, Andrea, und Giorgio Pellino, Abt der Abtei zur Heiligen Maria von Ratac, anwesend.
Der Frieden wurde zu beiderseitigem Vorteil geschlossen und die Bedingungen waren wie folgt: Venedig behielt das Gebiet um Dagnum und Skanderbeg und seine männlichen Erben erhielten als Entschädigung 1.400 Dukaten jährlich; 1.500 Dukaten als Darlehen, um Johann Hunyadi im Krieg gegen die Osmanen im Kosovo zu unterstützen und den jährlichen Ankauf von „duecento cavalli carichi di sale, franchi di tasse, a Durazzo“ (200 mit Salz beladene Pferde, steuerfrei in Durazzo). Venedig verpflichtete sich im Falle eines Sieges der Osmanen alle albanischen Herren und ihre Untertanen, die von den Osmanen aus ihren jeweiligen Ländern vertrieben werden würden, in seinen Herrschaftsgebieten aufzunehmen. Gjergj Arianiti wurde die Bestätigung seiner Handelsprivilegien zuteil. Außerdem erhielt Skanderbeg von Venedig jedes Jahr zwei scharlachrote Anzüge zu seiner Kleidung. Im Gegenzug verpflichtete er sich, jedes Jahr zwei Hasen und zwei Falken als symbolische Anerkennung der venezianischen Oberhoheit nach Venedig zu schicken.

#### Erste Belagerung von Kruja (1450)

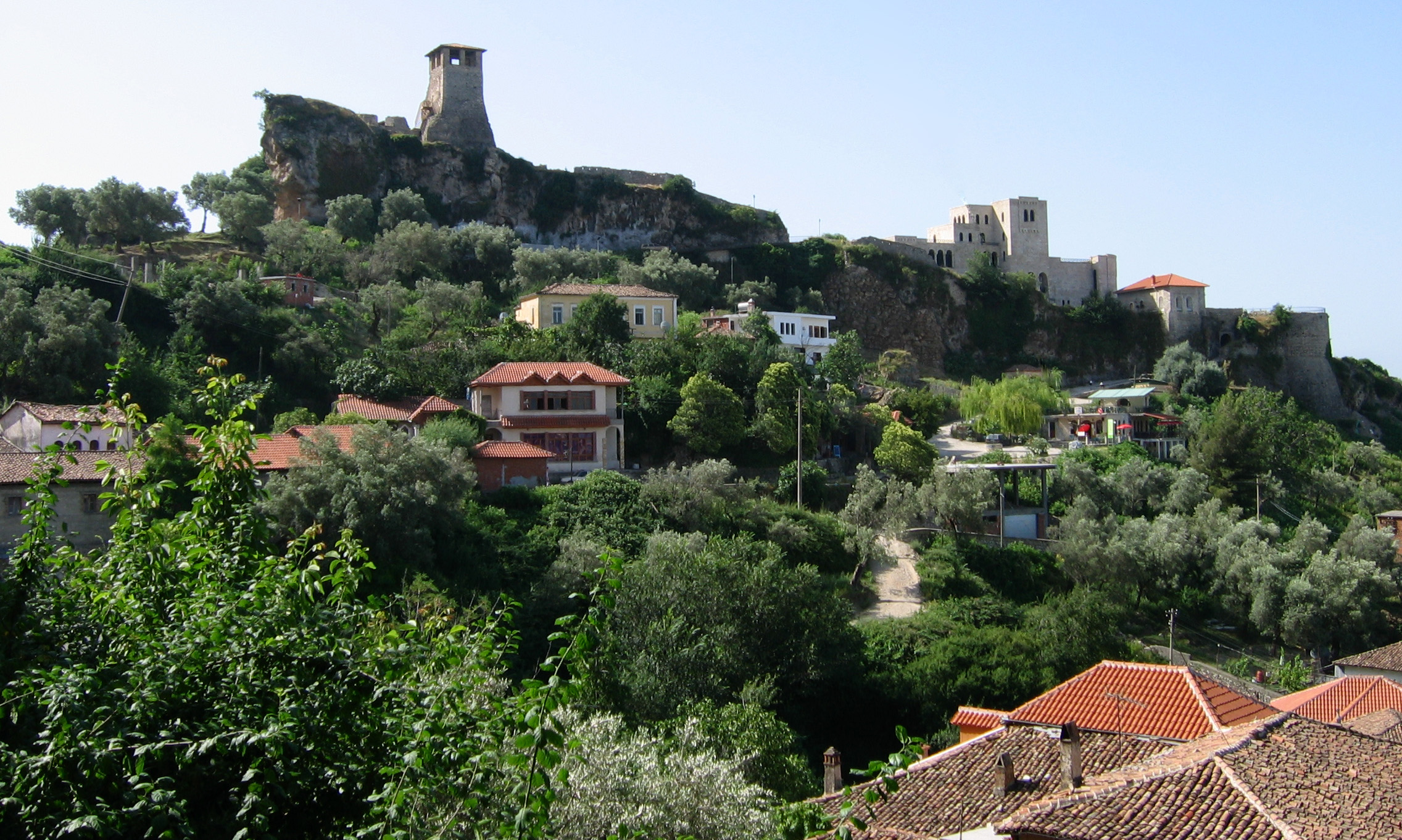
Die Festung von Kruja in Mittelalbanien war zwischen 1395 und 1415 sowie von 1443 bis 1478 der Adelssitz der Kastrioti

Den Osmanen gelang es jedoch nicht, sich dauerhaft in Mittel- und Nordalbanien festzusetzen. Im Juni 1450 griffen Murad II. und sein Sohn Mehmed Albanien mit über 100.000 Soldaten an und belagerten die Festung Kruja.
Auch wenn die außergewöhnlichen Siege der Albaner den osmanischen Streitkräften tiefe Wunden zugefügt hatten, so hatten die Kämpfe auch die albanische Streitmacht geschwächt. Skanderbeg, der sich seiner eigenen Grenzen bewusst war, bot Kruja am 14. Oktober den Venezianern an. Trotz seiner Drohung, die Stadt den Osmanen zu übergeben, lehnten diese das Angebot ab, da sie kein Interesse hatten, durch Unterstützung der Albaner ihre guten Handelsbeziehungen zum Osmanischen Reich aufs Spiel zu setzen.
Am 26. Oktober beendete Murad II. die Belagerung. Dabei verlor er mehr als 20.000 Mann. Kruja sollte auch später in den Jahren 1466, 1467 und 1478 angegriffen werden.

#### Abkommen von Gaeta (1451)

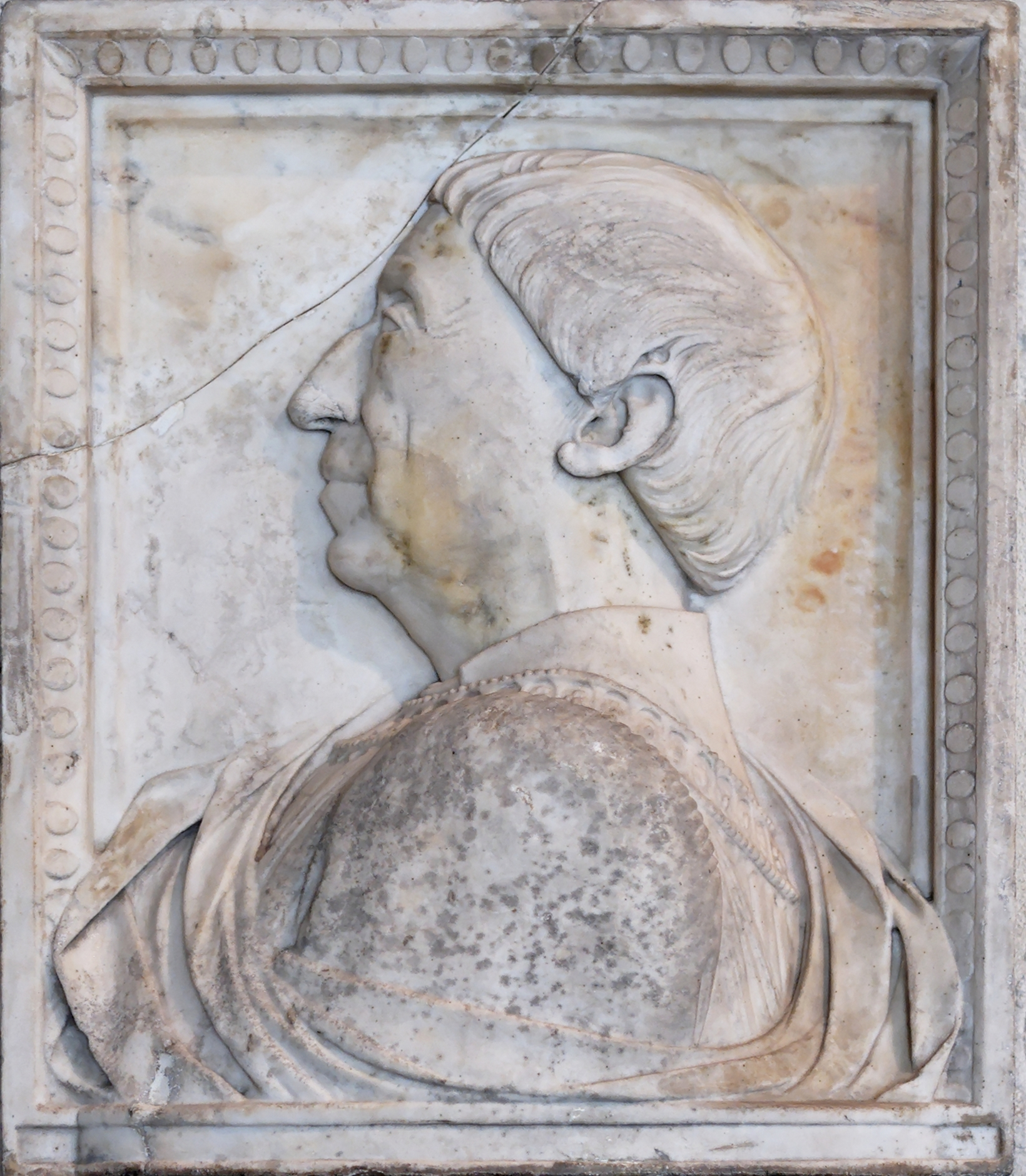
Mino da Fiesole, Alfons I. von Aragon

Skanderbeg wandte sich daraufhin an den König von Neapel, Alfons von Aragon, und bat um Hilfe. Alfons von Aragon, selbst durch den osmanischen Druck beunruhigt, erkannte den erbitterten Kampf Kastriotis gegen die Osmanen an und sagte seine Hilfe zu.
Am 26. März 1451 wurde ein politisches Abkommen zwischen König Alfons I. von Aragon und Skanderberg unterzeichnet. Die Unterzeichnung erfolgte in Gaeta und wurde von zwei Botschaftern, Stefano, dem Bischof von Kruja, und Nikola de Bergugi, Ordensmann des Ordens des Heiligen Dominikus, vertreten.
Skanderbeg unterwarf sich dem König von Neapel als „hoher Herr“, übergab in seinem und der Liga Namen ihr Hab und Gut in Albanien, deklarierte sich zum Vasallen des Königs, war bereit, ihm einen Tribut zu bezahlen und akzeptierte die Regierung seines Legaten. Als Gegenleistung erhielt er das Versprechen, die Liga von Lezha gegen das Osmanische Reich mit Munition, Truppen, Geld und Vorräten zu unterstützen und zu beschützen. Der Vertrag legte fest, dass Alfons verpflichtet war, jede albanische Stadt, die in Gefahr war, zu verteidigen, wenn die Albaner militärische Hilfe vom Königreich Neapel benötigten. Nach der Befreiung Albaniens von der osmanischen Invasion sollte Skanderbeg Tribut zahlen und die Krone Aragons anerkennen. Trotzdem würde er seine Autonomie und Selbstverwaltung behalten.

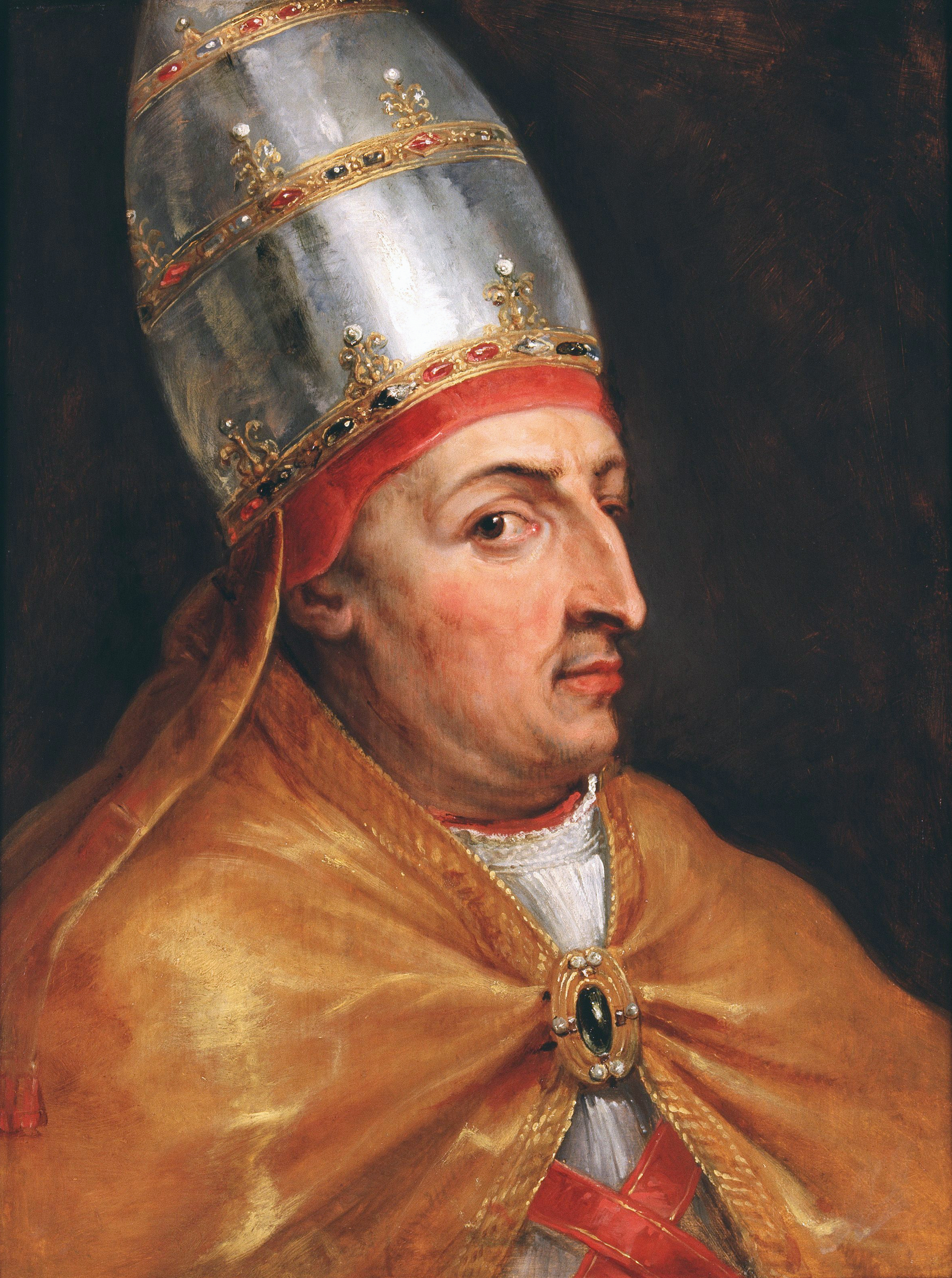
Papst Nikolaus V. (von Peter Paul Rubens)

Im April 1451 ordnete Papst Nikolaus V. die Auszahlung des Geldes aus dem Jubeljahr 1450 an Skanderbeg an. Im März 1452 wurden in Ragusa in Anwesenheit zahlreicher Zeugen 4.893 Hyperpyra (byzantinische Münzen) an den Bevollmächtigten Skanderbegs, Bischof Andreas Summa, übergeben.

#### Schlacht von Modrič (1452)

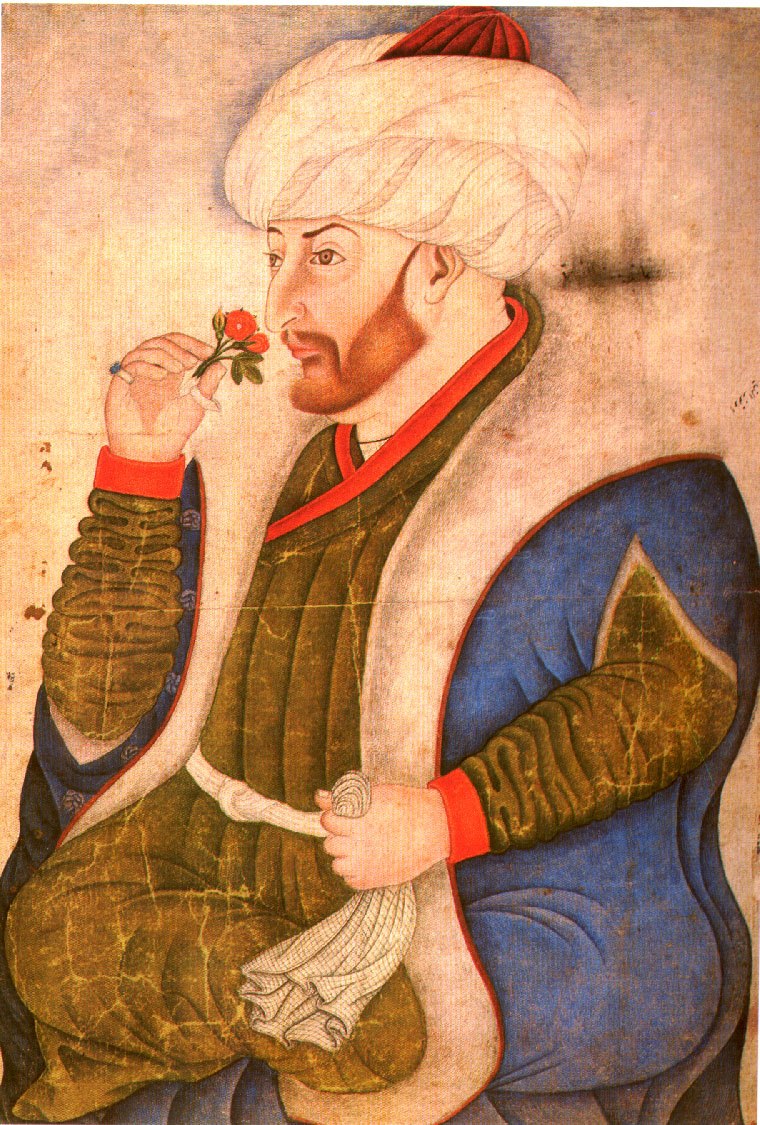
Sultan Mehmed II., Miniatur aus der zweiten Hälfte des 15. Jahrhunderts, gemalt von Sinan Bey oder seinem Schüler Şiblizâde Ahmed.

Sultan Mehmed II., der Sohn und Nachfolger von Murad, erkannte die möglicherweise schwerwiegenden Folgen der Allianz zwischen den Albanern und dem Königreich Neapel. So entschied er sich zwei Armeen nach Albanien zu schicken.
Die Strategie von Befehlshaber Tulip Pascha bestand darin, Skanderbeg in die Zange zu nehmen. Einerseits sollte eine Armee von 10.000 Mann unter dem Kommando von Hamza Pascha ihn angreifen, andererseits sollte er selbst mit weiteren 15.000 Mann angreifen.
Am 21. Juli 1452 griff Skanderbeg Hamza Pascha mit einem Heer von 14.000 Mann in der Nähe von Modrič an und besiegte ihn nach einem kurzen Kampf. Während Hamza Bey gefangen genommen wurde, fiel Dalip Pascha in der Schlacht.
Im Jahr 1452 wandte sich König Alfons I. von Aragon an Giovanni Antonio Orsini del Balzo, Fürst von Tarent, um mögliche albanische Flüchtlinge in seinem Gebiet aufzunehmen, zu verteidigen und zu unterstützen. Er sollte, sie in Lecce, Brindisi oder anderen seiner Länder anzusiedeln.
Das Kräfteverhältnis änderte sich schlagartig im Mai 1453 mit der Eroberung von Konstantinopel durch Sultan Mehmed II. Nun ging es nicht mehr darum, einen Kreuzzug zu organisieren, sondern um die Schaffung einer defensiveren Koalition, um die muslimische Expansion in Europa zu stoppen. Unter diesen Bedingungen, die viele christliche Staaten betrafen, konnte sich auch Venedig nicht mehr entziehen.

#### Belagerung von Berat (1455)

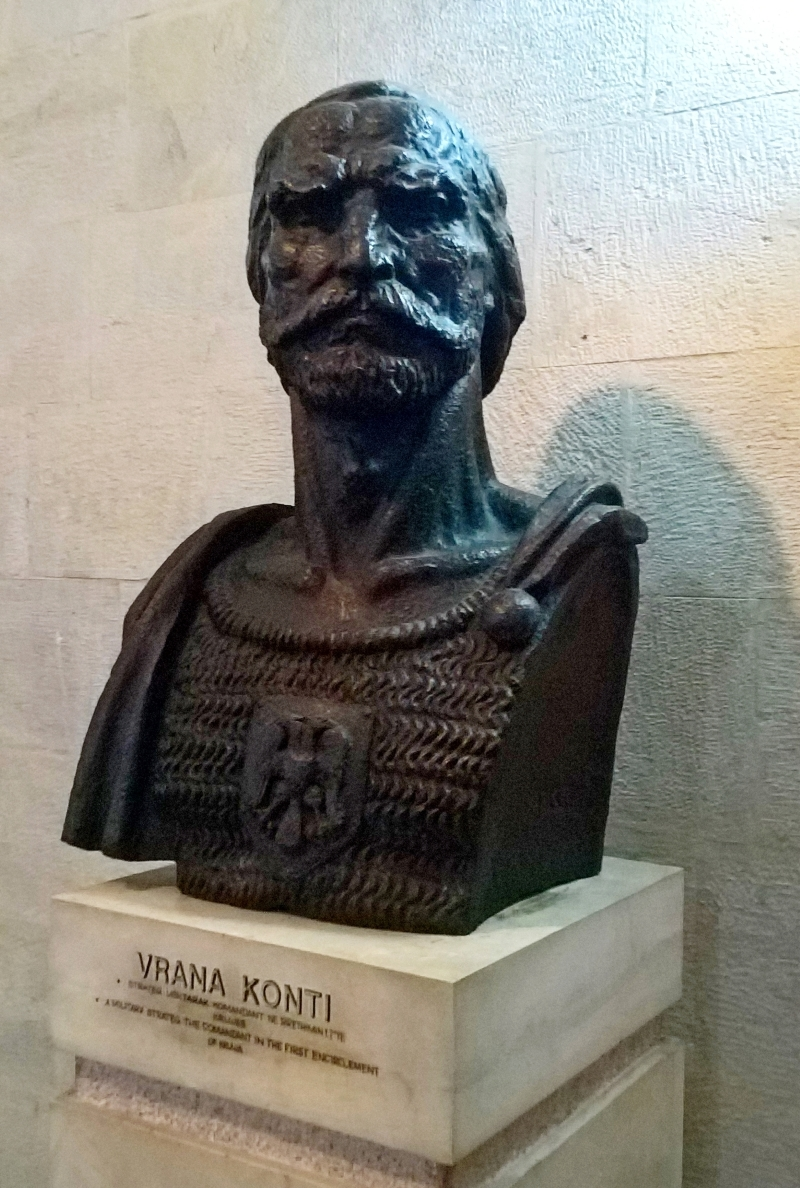
Vrana Konti

In der Schlacht bei Berat im Juli 1455 auf dem Tomorr unterlag das albanische Kontingent unter Gjergj Arianiti, Karl Muzaka Thopia, der in der Schlacht fiel, Vrana Konti und Gjin II. Muzaka und Skanderbeg dem osmanischen Heer unter Isa Bey Evrenoz.
Nach dem Tod von Gjin II. Muzaka kurz nach der Schlacht wurde sein Land Tomornizza am Tomorr von Skanderbeg ohne Rücksicht auf seine Kinder eingezogen. Dadurch wurde Skanderbeg faktisch Despot von Epirus und erhielt die Kontrolle über seine Besitzungen, darunter Kruja, Mat, Dibra, Rotezo und Tomornizza.[3]
Als Gjin II. Muzaka kurz nach der Schlacht starb, wurde sein Land Tomornizza am Tomorr von Skanderbeg ohne Rücksicht auf seine Kinder eingezogen, sodass Skanderbeg mit seinen Besitzungen (Kruja, Mat, Dibra, Rotezo, Tomornizza) faktisch Despot von Epirus war. Die Tormonizza kam erst wieder nach dem Tod von Skanderbeg im Jahr 1468 an die Muzaka zurück.
Andere osmanische Angriffe endeten für die Osmanen in Niederlagen, wie zum Beispiel in der Schlacht von Polog am 22. April 1453 und in der Zweiten Zweite Schlacht von Oranik am 18. Mai 1456.
Papst Calixtus III. verlieh Skanderbeg den Titel „Athleta Christi“ (Kämpfer des Christentums) und schickte ihm 1457 Geld, ernannte ihn zum Kapitän eines Kreuzzuges und versprach ihm, zu versuchen, die Hilfe anderer Heere zu erhalten, darunter auch die von Venedig.

#### Schlacht von Albulena (1457)

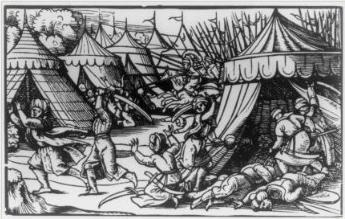
Dhimitër Frëngu: Angriff der Albaner auf ein türkisches Feldlager während der Schlacht von Albulena. Venedig 1539

Im Sommer 1457 marschierte Hamza Bey mit 50.000 Mann unter dem Kommando von Isak Bey Evrenoz nach Albanien.
Skanderbeg hatte eine Armee von 12.000 Mann. Er bat den Papst, den König von Neapel und die verbündeten Kapedan um Hilfe. Kallixtus III. schickte 200 Soldaten zusammen mit großen Mengen an Lebensmitteln und Munition, die Verbündeten 5.000 Soldaten und Geld. Alfonso I., der sich im Krieg mit den Genuesen befand, konnte keine Unterstützung leisten.
Nachdem der Berg Tumenistos bei Kruja und andere Berge um Albulena eine Nacht lang von den Osmanen belagert wurden, griff Georg Kastrioti am 2. September von verschiedenen Punkten aus das osmanische Lager an. Es wurde kein Widerstand geleistet und die Niederlage der osmanischen Armee war vollständig. Nach der Schlacht gab es auf Seiten der Osmanen um 20.000 Tote. Weitere 1.500 Personen wurden in Kriegsgefangenschaft genommen, darunter auch Hamza Bey.

### Die militärischen Unternehmen im Königreich Neapel

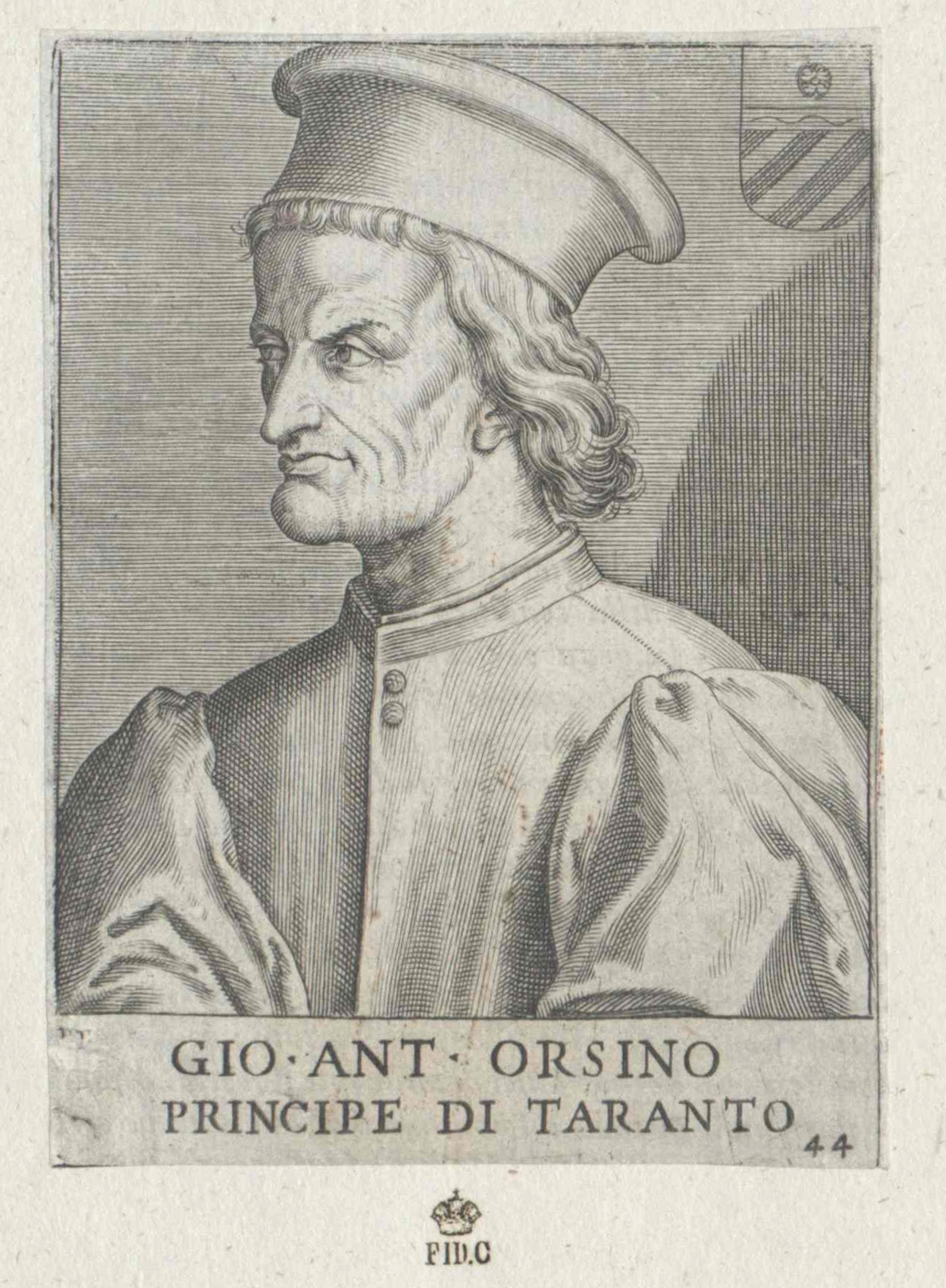
Giovanni Antonio Orsini del Balzo

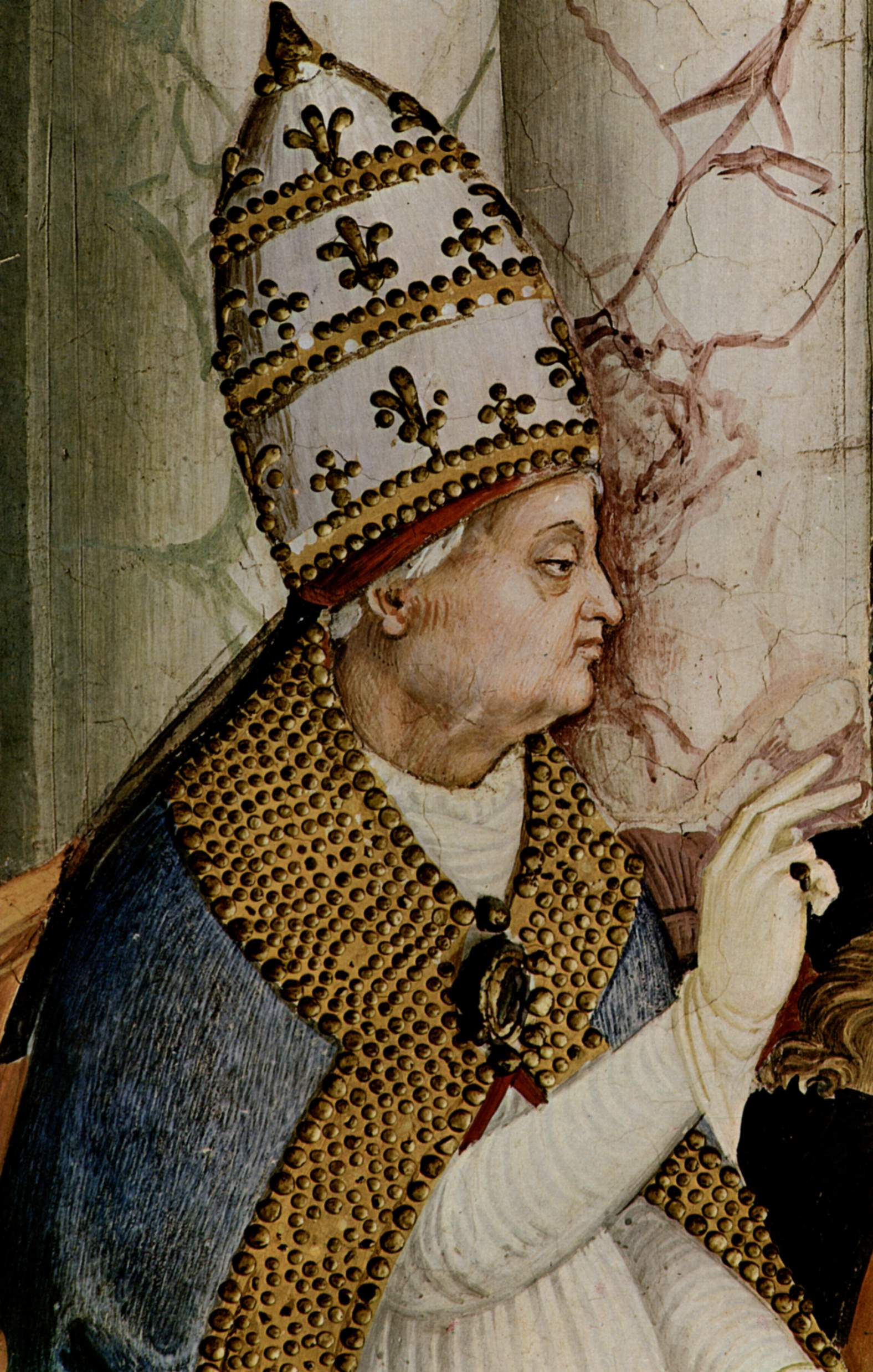
Pinturicchio: Papst Pius II.

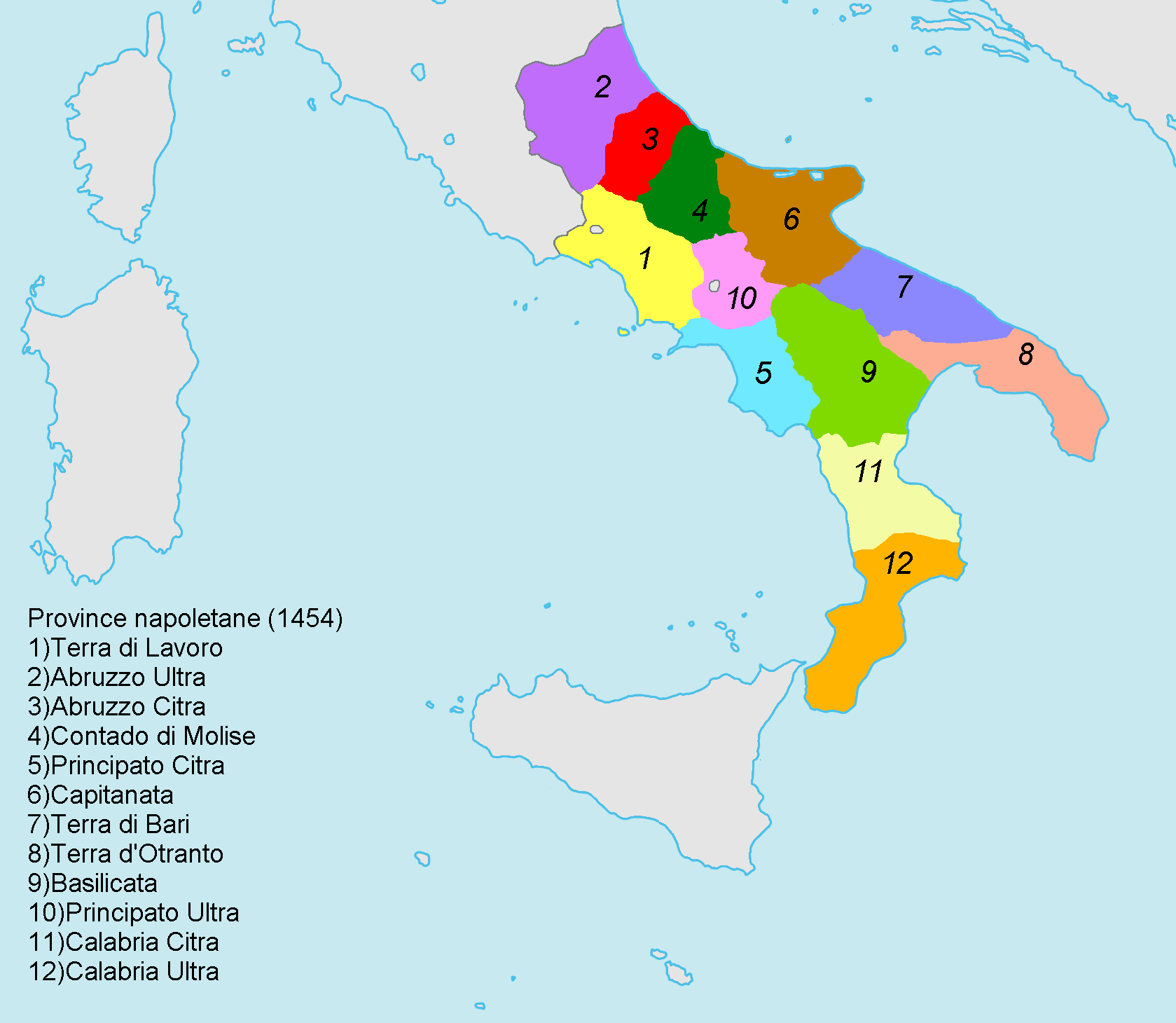
Neapolitanische Provinzen um 1454

Der Tod von Alfons I. von Aragonien am 27. Juni 1458 in Neapel markierte das Ende des aragonesischen Traums von einem Mittelmeerreich und der Hoffnung auf einen neuen Kreuzzug, bei dem Skanderbeg eine führende Rolle spielen sollte. Die Beziehungen zwischen Skanderbeg und dem Königreich Neapel setzten sich auch nach dem Tod von Alfonso I. von Aragon fort. Sein natürlicher Sohn und Nachfolger, König Ferrante (oder Ferdinand I.), wurde nicht von Papst Calixtus III., von René von Anjou, dem König von Frankreich, und von den aufständischen Baronen anerkannt. Diese wurden vom Fürsten von Tarent, Giovanni Antonio Orsini del Balzo, unterstützt, der ein Mitglied des Hauses Anjou als Herrscher wollte. Damit begann ein Erbfolgekrieg, und Ferrante schien der Verlierer zu sein. Bis 1460 kam es auf allen Seiten zu Rebellionen. Ferrante verlor Apulien, Kalabrien, Lukanien, die Abruzzen und zwei Städte, nämlich Nola und Salerno im heutigen Kampanien. Loyal zu ihm blieben die Städte Neapel, Capova, Aversa, Gaieta, Troja und Barletta.
Skanderbeg hatte Kenntnis von den Unruhen in Italien und beschloss, Ferrante, dem Sohn von Alfonso I., zu Hilfe zu eilen. Er begann mit den Vorbereitungen. Am 9. Juni 1460 erschien sein Gesandter vor dem Rat von Ragusa und bat um Hilfe für die Überfahrt nach Apulien. Zur gleichen Zeit reiste der Ritter Martin Muzaki nach Rom und legte Papst Pius II. die Pläne Skanderbegs für Italien vor, woraufhin der Papst König Ferrante sofort informierte. Der Papst wirkte unschlüssig. Einerseits begrüßte er Skanderbegs Absicht, zugunsten seines Verbündeten Ferrante zu intervenieren. Andererseits befürchtete er eine Pattsituation zwischen Skanderbeg und dem Sultan. Daher schrieb Papst Pius II. am 29. Juni 1460 an Skanderbeg, dass er solchen Verhandlungen nicht seinen Segen geben könne.
Die Befürchtungen des Papstes waren nicht unbegründet, denn offenbar hatte der Sultan die Absicht, im Sommer 1460 10.000 Mann gegen Skanderbeg zu schicken, und im März 1461 ging man in Venedig davon aus, dass die Osmanen über Serbien und das Gebiet des Königs Stephan von Bosnien gegen Durrës und von dort nach Rom ziehen würden.
Unter diesen Umständen entschied Skanderbeg, Albanien nicht zu verlassen. Stattdessen entsandte er eine Vorhut unter dem Kommando seines Neffen Konstantin, der wahrscheinlich der Sohn seiner Schwester Mamiza mit Musachi Thopia war.

#### Die Militärkampagne unter Konstantin Thopia
Am 17. September 1460 landete Konstantin, „ein hübscher junger Mann von 22 bis 23 Jahren, mit zwei Schiffen mit Besatzung und Pferden“ in den apulischen Häfen von Barletta und Trani.
Der spanische Soldat Joan Antoni de Foxa, von 1458 bis 1461 Kastellan von Trani, und andere Würdenträger bereiteten den 450 albanischen Rittern einen ehrenvollen Empfang und wiesen ihnen ihre Quartiere zu.
Der Krieg um die neapolitanische Krone wurde mit eher kleinen Heeren geführt; an vielen Schlachten nahmen nur etwa 100 Kavalleristen und 400 bis 600 Infanteristen teil; die 450 Ritter Konstantins, obwohl sie keine gepanzerten Ritter waren, verschoben das Kräfteverhältnis.
Am 1. Oktober 1460 schrieb der mailändische Botschafter Antonio Da Trezzo von Neapel: „… in Trani und Barletta sind Personen zu Pferd und zu Fuß angekommen. Sie wurden von Skanderbeg zugunsten des Königs geschickt …“
Skanderbegs Neffe Konstantin kämpfte in den Ebenen Apuliens. König Ferrante berichtete am 18. Dezember 1460 dem Herzog von Mailand, dass die „Albaner in Apulien große Unordnung verursachen“ und Konstantin mit den Mannschaften von Venosa, Barletta und Trani zusammenarbeitete. Anfang Februar 1461 deckten die albanische Kavallerie und Soldaten aus Trani und Barletta die Nachhut von Alfonso Dávalos y Tova (Bruder von Innico I. d’Avalos), dem spanischen Hauptmann von Ferrante.

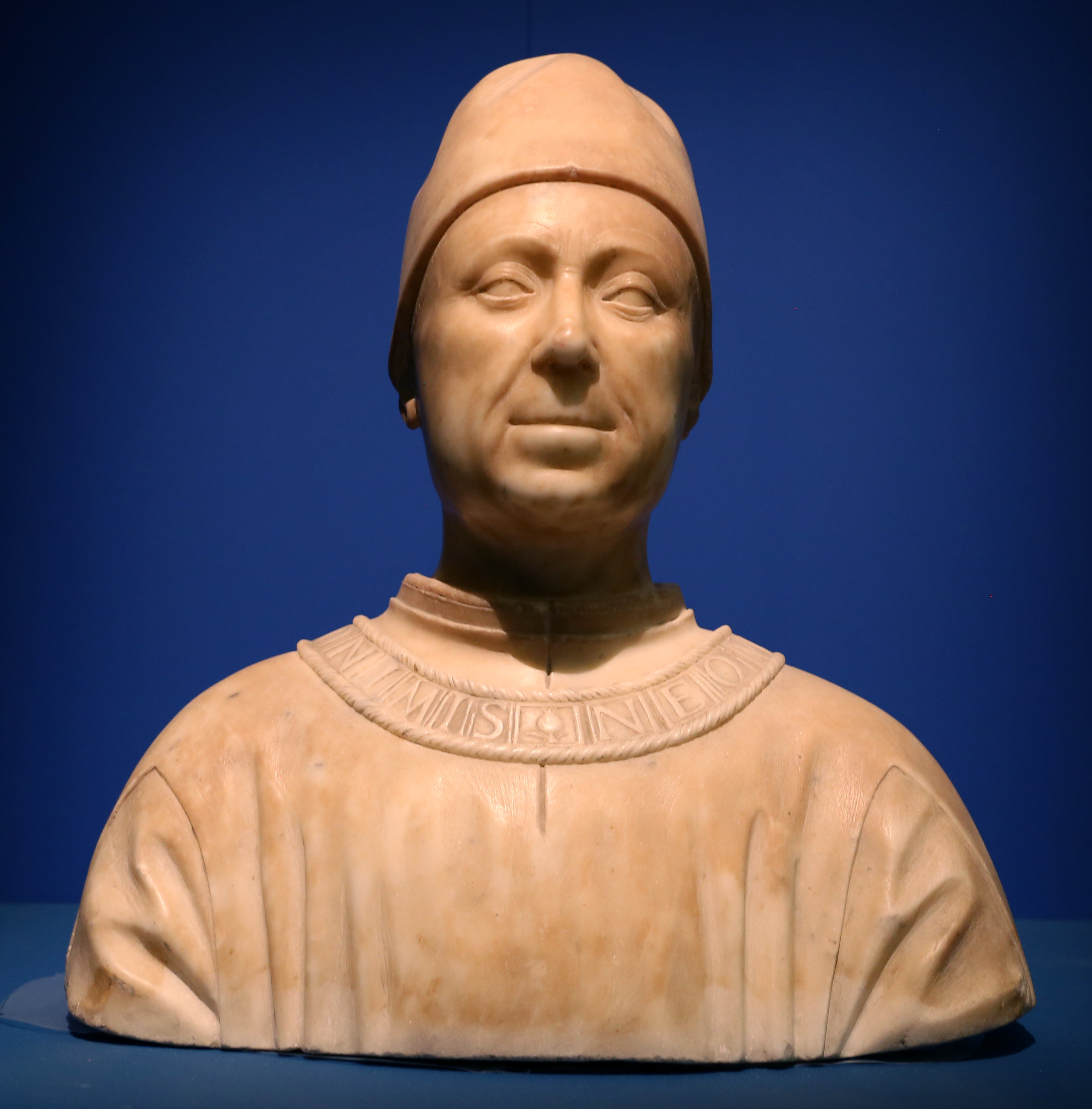
Büste von Francesco II. del Balzo, Andria, Museo Diocesano, um 1470

Das Castello di Barletta von Südosten nach den spanischen Umbauten

Im März 1461 gelang Francesco II. del Balzo, Herzog von Andria, zusammen mit den albanischen Rittern und dem aragonesischen Offizier Bernabo de la Mara ein bemerkenswerter Erfolg: Sie besiegten Ercole d’Este (Hauptmann der Anjou, später Herzog von Ferrara) auf dem Gargano und nahmen 30.000 Dukaten, der Haupteinnahmequelle der Anjou, der sogenannte „Dohana delle pecore“ (Schafszoll), mit der sie ihren Anführer Jacopo Piccinino bezahlten. Auf lange Sicht sollte Ferrante von diesem Sieg profitieren, aber auf kurze Sicht blieb seine Lage ungünstig.
Ferrante, der sich noch immer in der Burg Barletta aufhielt, war von Piccininos Truppen umzingelt und konnte weder Nachschub noch militärische Verstärkung erhalten. Anfang 1461 kam ein Botschafter Ferrantes, Marco Caravaggio, nach Kruja, um Skanderbeg offiziell um Hilfe gegen die Franzosen und die neapolitanischen Barone zu bitten. Aus diesem Grund hielt es Skanderbeg zu diesem Zeitpunkt für unumgänglich, die Differenzen mit dem Sultan beizulegen. Mit Mehmed II. verhandelte er über einen Waffenstillstand, mit Ragusa über einen Zufluchtsort, mit Pius II. über finanzielle Hilfe. Am 27. April desselben Jahres schloss Skanderbeg mit den Osmanen einen Waffenstillstand: Jede Partei behielt die Gebiete, die sie zu diesem Zeitpunkt besaß, und die Handelsbeziehungen sollten wieder aufgenommen werden.
Im Juni 1461 erschien der Gesandte Skanderbegs bei König Ferrante und überbrachte die Nachricht, dass „Skanderbeg, um das zu tun, was er immer gewollt hatte, mit den Osmanen einen Waffenstillstand für sechs Monate geschlossen hatte und anbot, persönlich mit 1000 Rittern und 2000 Mann oder Bogenschützen, die auf eigene Kosten bezahlt würden, zum König zu kommen, zusätzlich zu dem Geschwader, das sich bereits in Apulien befand; und wenn Seine Majestät wünschten, dass er mit mehr käme, so würde er mit mehr kommen; außerdem sei er immer bereit zu übersetzen, wann immer der König wünsche, dass er komme.“
In der Zwischenzeit war Skanderbeg voll und ganz mit der Aufstellung und dem Aufmarsch seiner Armee beschäftigt; er versammelte etwa 3.000 Mann, die er nach Ragusa führte. Dort versuchten seine Unterhändler, genügend Schiffsraum zu bekommen, um überzusetzen.
Italien widmete dieser Aufrüstung große Aufmerksamkeit, da König Ferrante ungeduldig auf albanische Hilfe wartete. Die Ankunft Skanderbegs wurde zwar vorzeitig gemeldet, die Verlegung verzögerte sich jedoch, wohl auch deshalb, weil Skanderbeg seine Männer versorgen wollte und dafür große Mengen an eigenem Getreide bereitstellen musste und außerdem keine Schiffe für die Überfahrt zur Verfügung standen.

#### Die Militärkampagne unter Skanderbeg

Skanderbegs militärische Expedition nach Italien (1460–1462). Die nördliche Route wurde von ihm selbst genommen, während die südliche von seinen Untergebenen genommen wurde

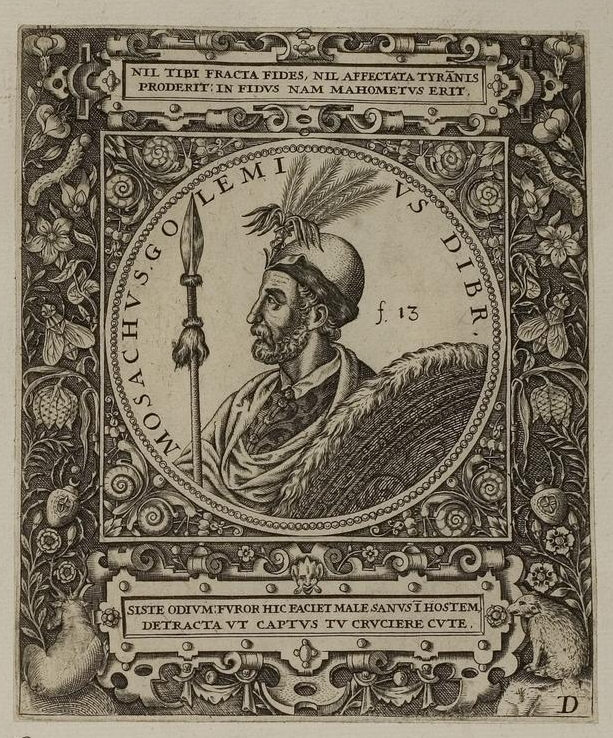
Posthumes Porträt, um 1590

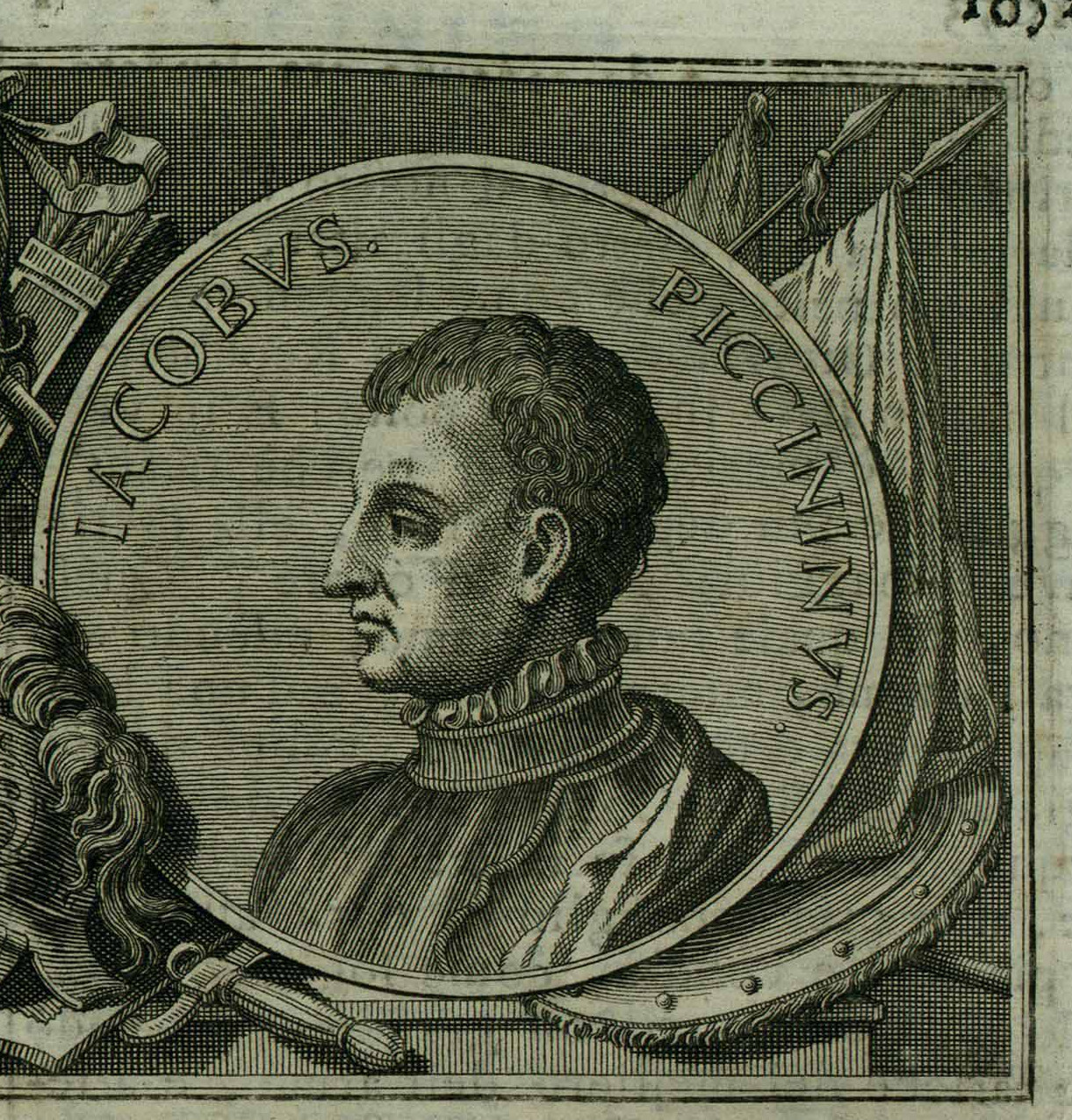
Der Condottiere Jacopo Piccinino

Skanderbeg, der am 27. April 1461 einen Waffenstillstand mit den Osmanen abgeschlossen hatte, schiffte sich im August 1461 nach Ragusa (Dubrovnik) ein, wo er am 17. vom Senat empfangen wurde, der ihm einen Zuschuss versprach, dessen Höhe nach der Intervention vom Heiligen Stuhl entschieden werden sollte. In Ragusa traf Skanderbeg auch Jacopo Perpinià (d. h. Jaume de Perpinyà), den Gesandten Ferrantes. Ragusa verkaufte Skanderbeg die Vorräte für sein Heer, und von Ragusa erhielt Skanderbeg auch die für den Kreuzzug vorgesehenen Mittel.
Die Überfahrt erfolgte in zwei Etappen. Am 25. August 1461 landete Gojko Balšić (Sohn von Skanderbegs Schwester Gjela und Paul Balšić) mit 500 Pferden und 1000 Fußsoldaten in Barletta, wo König Ferrante belagert wurde.
Der mailändische Botschafter Antonio Da Trezzo von Neapel schrieb am 25. August an den Herzog von Mailand, Francesco I. Sforza: „Heute Morgen sind hier im Hafen, außer den anderen, die schon angekommen sind, fünf Schiffe voll mit Skanderbegs Leuten und Pferden angekommen; auch sein Neffe Coyco (Gjoko) ist dabei. Außerdem wird berichtet, dass Skanderbeg mit dem Rest der Leute Ragusa erreicht hat, und wenn nichts dazwischenkommt, wird er morgen oder übermorgen hier sein.“
Das genaue Datum der Ankunft von Skanderbeg mit den anderen Truppen in Apulien ist unbekannt. Nach Marin Barleti soll er wegen eines Sturmes nach einer achttägigen Pause auf einer Insel in Apulien angekommen sein. Am 3. September war Skanderbeg mit weiteren 500 Infanteristen (darunter Gjin Muzaka, Andrea Zaccaria, Giurizza Vladeno, Moise da Dibra und andere Hauptleute) und 100 Bogenschützen bereits in Baruli (Barletta).
Der italienische Historiker Angelo Di Costanzo (1507–1591) berichtet: „wenn in jenen Tagen Gjergj Kastrioti mit Nachnamen Scanderbech, der damals sehr berühmt war, was er gegen die Türken gemacht hat, nicht plötzlich mit einer guten Anzahl von Schiffen, 700 Pferden und 1000 erfahrenen Infanteristen aus Albanien gekommen wäre. Er war sich bewusst, als der Türke ein paar Jahre vorher kam, um ihn in Albanien, wo er die Herrschaft hatte, anzugreifen, König Alfons ihm Hilfe geschickt hatte, für die er sich gegen die Türken verteidigen konnte. Da er gehört hatte, dass König Ferrante durch so viel Krieg überlastet war, wollte er auf diese Art und Weise kommen, um ihn zu retten, und sein Kommen war so wirkungsvoll, dass [der Feldherr Niccolò] Piccinino und Graf Giulio [Antonio d'Acquaviva] zusammen sich nicht trauten, dem König in der Schlacht zu erscheinen …“
Der Italienfeldzug hatte begonnen. Wahrscheinlich wegen der Ankunft Skanderbegs, aber auch wegen des Herannahens Alessandro Sforzas und seiner Truppen, zogen sich Jacopo Piccinino und der Fürst von Tarent acht Meilen vor Barletta in die Weingärten von Andria zurück, um sich in Sicherheit zu bringen.
Skanderbeg wurde vom König mit allen Ehren empfangen. Während der König Barletta verließ, blieben Skanderbeg und Alfonso Dávalos y Tova (der spanische Kapitän von Ferrante) dort. Kurz darauf, Anfang Oktober, errangen Skanderbegs Truppen ihren ersten Sieg: Alvise Minutolo, Herr und Kastellan von Monte Sant'Angelo (Foggia), wurde gefangen genommen; „einer der Albaner wollte ihn töten“, woraufhin der Eingeschüchterte seine Frau und seine Kinder aufforderte, sich zu ergeben.

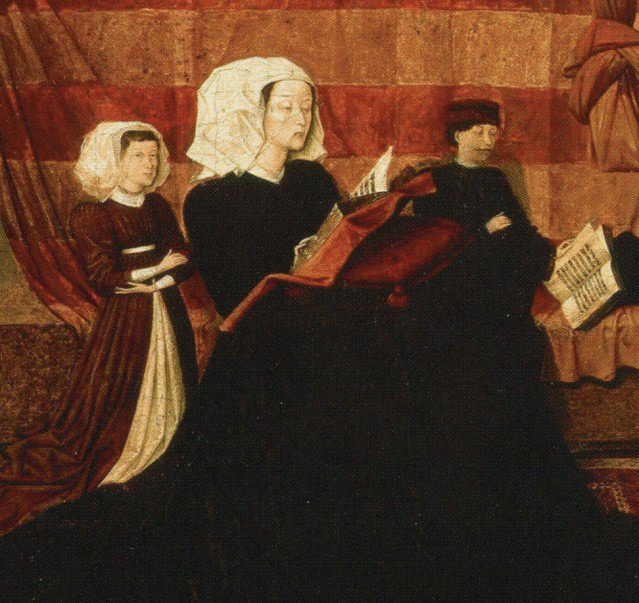
Isabella von Clermont, Gemälde von Colantonio, um 1456–1465

Francesco Sforza, Herzog von Mailand, gratulierte dem König und auch Königin Isabella in einem Brief vom 12. September 1461 zur erfolgreichen Wende des Krieges. Skanderbeg war zu dieser Zeit ein bekanntes Thema. Isabella erwähnte ihn in ihrer Antwort an den Herzog vom 14. September 1461. Skanderbeg befand sich zu diesem Zeitpunkt in Barletta, während Alfonso Dávalos y Tova nach Andria gezogen war, Pirro del Balzo, Herzog von Venosa, nach Minervino und Alessandro Sforza noch nicht eingetroffen war.
Skanderbegs Infanteristen und Ritter waren leicht bewaffnet, um schnelle und plötzliche Bewegungen zu ermöglichen. Im Gegensatz dazu behinderten die traditionellen schweren italienischen Verteidigungspanzer die Bewegung und Aktion. Die albanischen Truppen und die von König Ferdinand vermieden einen frontalen Zusammenstoß und es kam zu zahlreichen spontanen Scharmützeln mit den nächstgelegenen Truppen. Anfang Oktober 1461 trat Skanderbeg gegen Giovanni Antonio Orsini del Balzo, den Fürsten von Tarent, an.

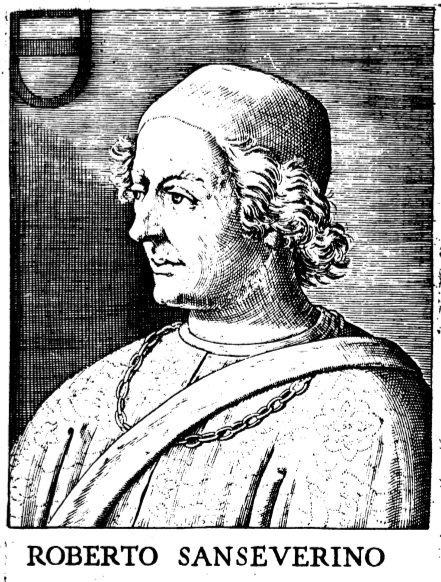
Roberto Sanseverino, Porträt von 1646

Während des gesamten Oktobers belagerten Skanderbeg und Alfonso Dávalos y Tova den Fürsten von Tarent von ihren Stützpunkten in Barletta und Andria in Apulien aus. Gleichzeitig rückten die Hauptleute von Ferrante nach Kalabrien vor und unterwarfen das Gebiet von Cosenza, einschließlich Castrovillari. Später sollten sich in diesem Gebiet Albaner niederlassen. Andererseits drang Skanderbeg in das Gebiet des Fürsten ein und nahm einige Adlige mit sich, wie Luca Sanseverino, Herzog von San Marco, und Roberto Sanseverino, Graf von San Severino. Am 27. Oktober kündigte Skanderbeg unter anderem die Eroberung der Provinz Gesualdo in Kampanien an.
Anfang Dezember entkam Skanderbeg einem Hinterhalt, als er den abtrünnigen Kastellan von Trani, Joan Antoni de Foxa, gefangen nahm. Joan Antoni de Foxa war im Gefolge der Aragonier bei der Eroberung und Stabilisierung des Königreichs Neapel gegen die französischen Anjou nach Italien gekommen und hatte sich bei der blutigen Niederschlagung des Aufstandes um König Ferrante verdient gemacht, doch seine Loyalität begann zu schwinden, als die Zahlungen aus der königlichen Schatzkammer immer spärlicher wurden. Dies führte dazu, dass er sich immer mehr mit dem Fürsten von Tarent verbündete, der sich gegen die Krone stellte und von dem er sich später die Rückzahlung der ihm geschuldeten Summen erhoffte. Nach der Verhaftung von Joan Antoni de Foxa eroberte Skanderbeg die Stadt Trani kampflos und ernannte einen Katalanen zum Kommandanten, der Frau und Kinder in Albanien hatte; die albanischen Krieger zogen in die Burg ein.

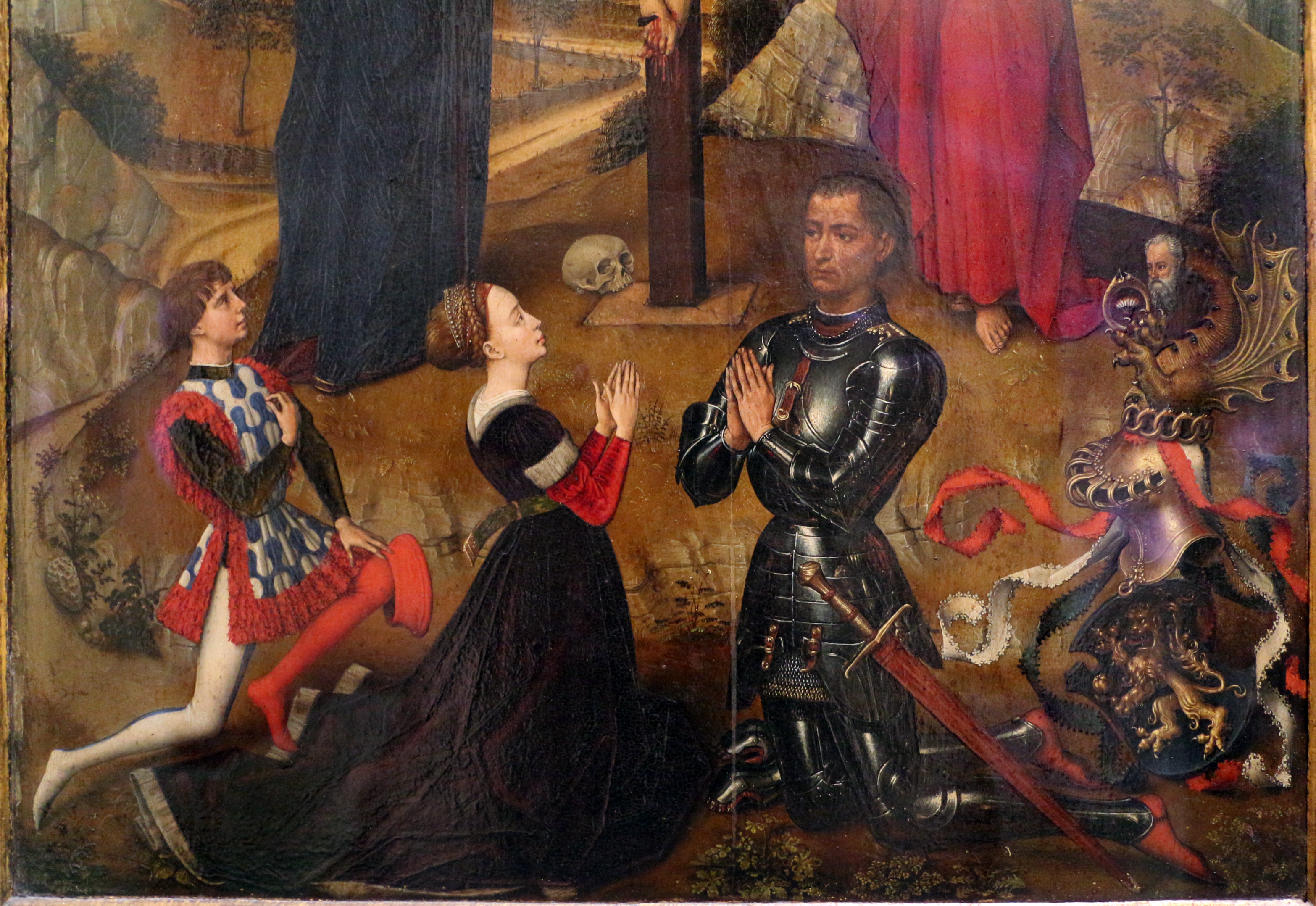
Alessandro Sforza mit seiner Frau Sveva da Montefeltro auf einem Ausschnitt des Sforza-Triptychons von Rogier van der Weyden, Königliche Museen der Schönen Künste

Der Guerillakrieg setzte sich fort. Im Dezember 1461 schlossen sich Skanderbeg und die aragonesischen Partisanen mit ihren Truppen dem Heer von Alessandro Sforza an, nachdem sie wochenlang das Feindesland geplündert hatten. In einer Urkunde vom 18. Januar 1462 wurde Skanderbeg als Generalleutnant des Königs in Apulien bezeichnet.
Skanderbegs militärische Expedition nach Italien endete Anfang Januar 1462, als Mehmed II. siegreich aus Ostkleinasien zurückgekehrt war und Warnungen darauf hindeuteten, dass der Sultan den Waffenstillstand brechen würde. Aus diesem Grund entschied sich Skanderbeg, nach Hause zurückzukehren und auf bessere Zeiten zu warten (poy retornare al bono tempo). Anfang Februar traf Skanderbeg in Ragusa ein, nachdem er den Großteil seiner Männer in Apulien zurückgelassen hatte.

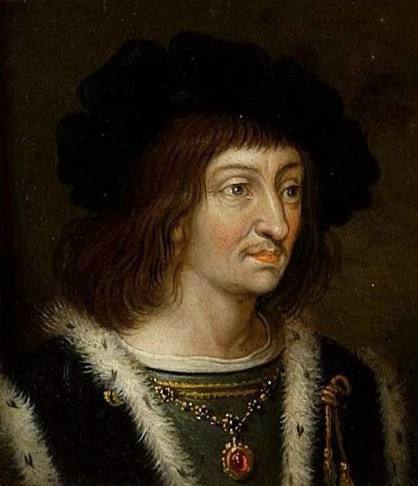
Johann II. in einer Darstellung aus dem 17. Jahrhundert

Das Kriegsglück wendete sich am 18. August 1462 in Apulien mit der Schlacht auf den Hügeln zwischen Orsara und Troia zu Gunsten von Ferrante I., wo König Ferrante und Alessandro Sforza mit albanischen Truppen ihren Gegnern eine endgültige Niederlage zufügten, den von Giovanni Antonio Orsini del Balzo angeführten Aufstand der lokalen Barone zu unterdrücken und den Thron von König Ferdinand von Aragon zu sichern. der Anjou-Johannes II. nach Frankreich floh. Giovanni Antonio Orsini del Balzo kam zwischen dem 14. und 15. November 1463 unter mysteriösen Umständen ums Leben.
Giovanni Antonio hinterließ keine rechtmäßigen Erben. Die formelle Erbin des Fürstentums Tarent war Isabella, die Nichte des Fürsten. Sie war die Tochter von Caterina Orsini del Balzo und Tristan de Clermont und die Ehefrau von König Ferdinand I. Allerdings verstarb sie im Jahr 1465. Infolgedessen wurde das Fürstentum Tarent in das Königreich Neapel integriert.
Nach der Schlacht von Orsara beschlossen viele Soldaten Skanderbegs, sich dauerhaft in Italien niederzulassen, wo ihnen ihre Verwandten folgten. Sie riefen auch andere Familien aus Albanien zurück, was ihnen von König Ferdinand erleichtert wurde, der ihnen Land zur Ansiedlung an Orten gewährte, an denen er noch Rebellionen befürchten musste.
So entstanden die Arberëshë-Siedlungen Ururi (nach 1456), Campomarino (1461), Castelluccio dei Sauri (1461), Greci (1461), Casale (1462, nicht mehr erhalten), Portocannone (ca. 1462), Serracapriola (1462), Castelnuovo della Daunia (1464), Casalvecchio di Puglia (nach 1464), Casalnuovo Monterotaro (1466), Chieuti (1468).
Auch in der Terra di Bari entstanden weitere Siedlungen. Die Albaner, die sich hier niederließen, wurden allmählich absorbiert oder wanderten in weiter im Landesinneren gelegene Gebiete in Richtung Basilikata und Kalabrien aus.

### Die Rückkehr auf den Balkan
Unterdessen ließ der Druck Mehmeds II. in Albanien nicht nach. Im Jahr 1462 entsandte er in rascher Folge drei Heere, die jedoch nur Misserfolge zu verzeichnen hatten. Im April 1463 kam es zu einem weiteren Waffenstillstand in Üsküb.

#### Die zweite Belagerung von Kruja (1466–1467)

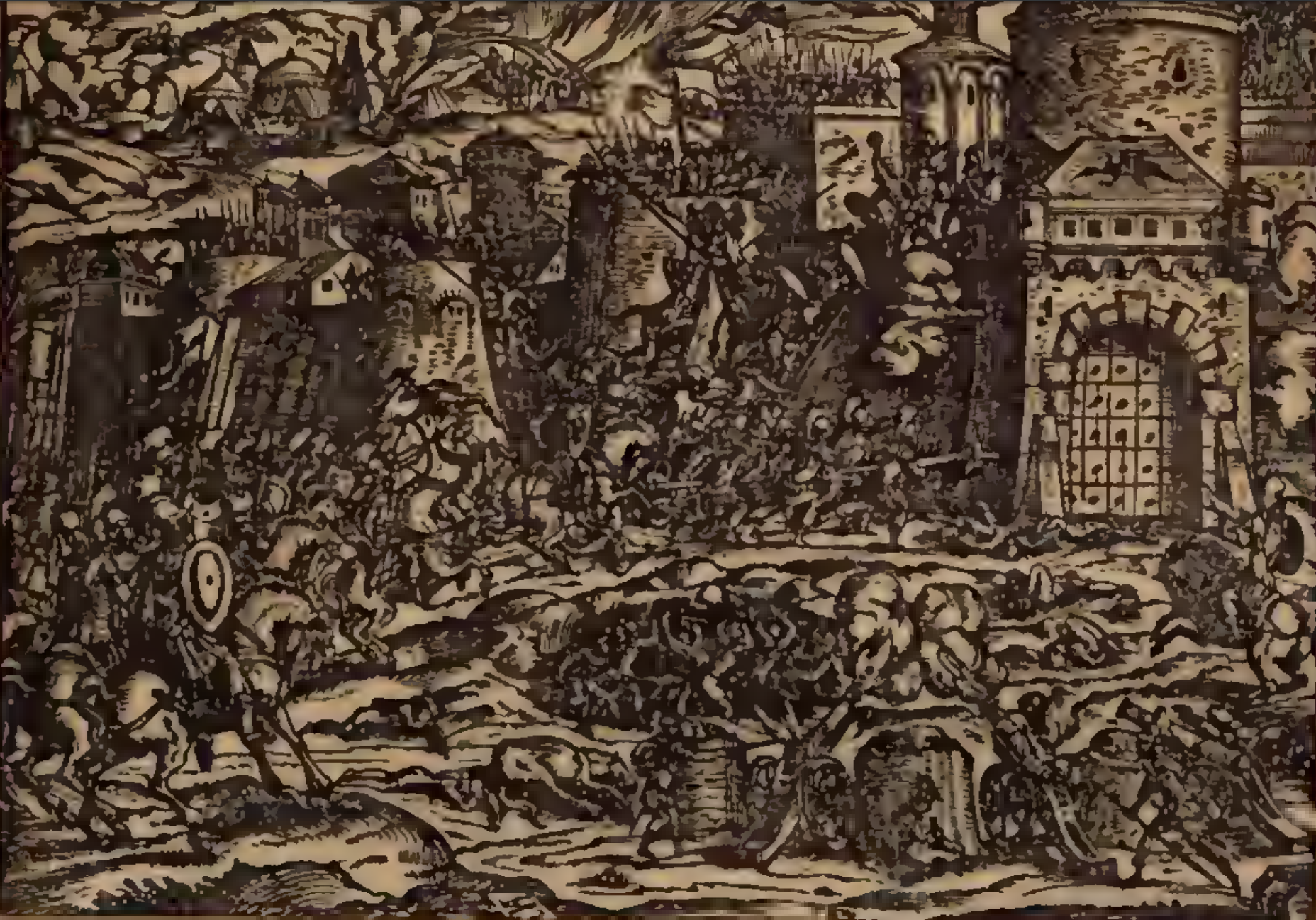
Darstellung der zweiten Belagerung von Kruja

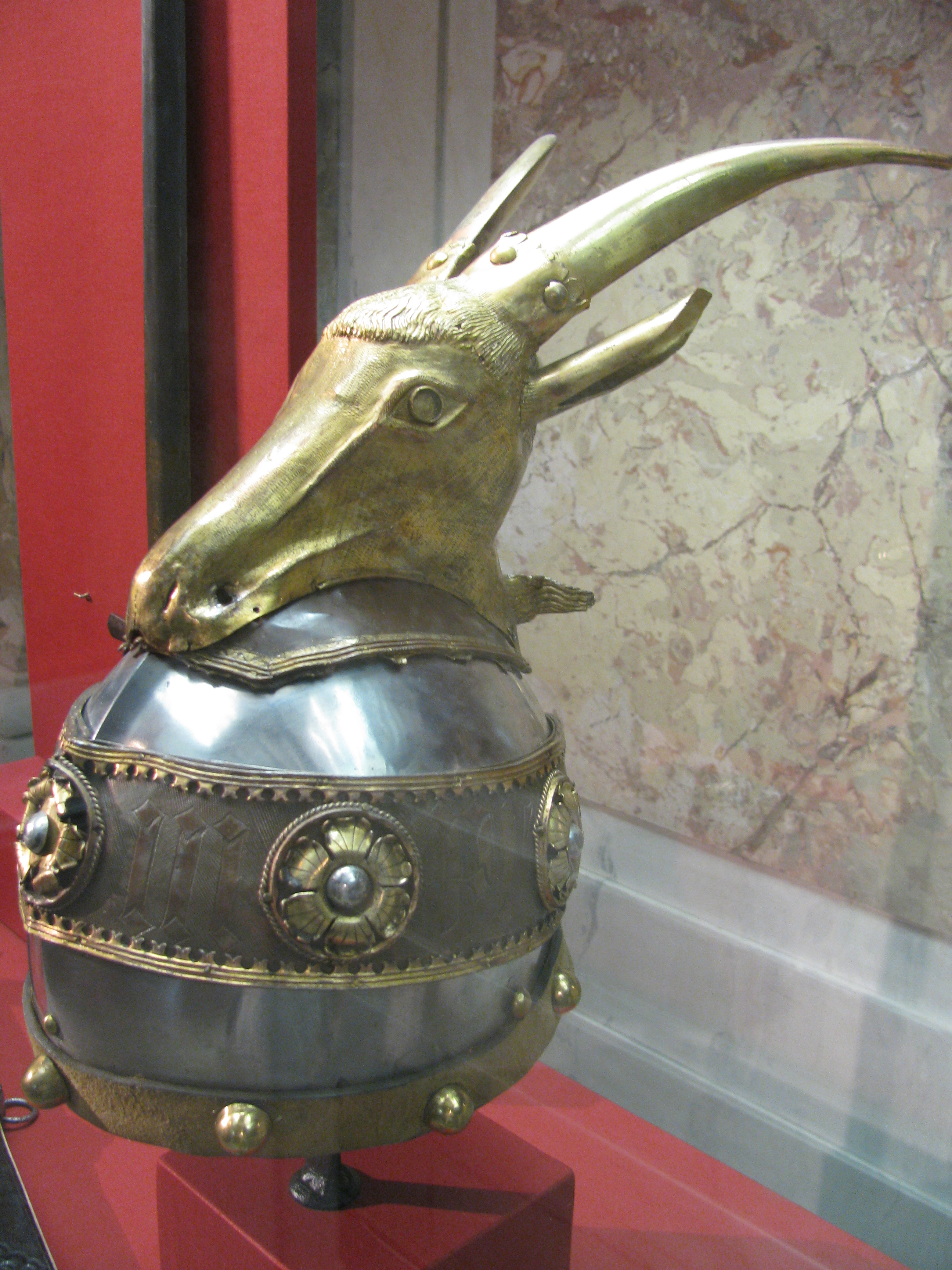
Der mutmaßliche Helm des Skanderbeg in der Hofjagd- und Rüstkammer des Kunsthistorischen Museums in Wien

Im Frühling 1466 setzte sich ein 200.000 Mann starkes osmanisches Heer (nach anderen Quellen wird die Zahl auf 300.000 angegeben) zur zweiten Belagerung der Hauptstadt Kruja in Bewegung. Ende Mai meldete ein Bote aus Ragusa eine durch Verrat herbeigeführte Niederlage Skanderbegs und das Blutvergießen an vielen Christen. Ein ungeheurer Schrecken erfasste die Italiener und der Florentiner Piero de’ Medici versprach Hilfe. Papst Paul II., der Skanderbeg schon vorher unterstützt hatte, sandte aufs neue Geldsummen und versäumte dabei nicht, die christlichen Mächte auf die Bedrängnis der Christenheit und auf die unaufhörlich aus dem Osten ankommenden Flüchtlinge aufmerksam zu machen. Außerdem forderte er die Mächte zur Abwehr auf.
„Nicht ohne Thränen kann man jene Schiffe ansehen, die von der Albanischen Küste her sich in die italienischen Häfen flüchten, jene nakten, elenden Familien, die, aus ihren Wohnungen vertrieben am Gestade des Meeres sitzen, die Hände zum Himmel ausstreckten und die Luft mit Wehklagen in einer unverstandenen Sprache erfüllen.“ (Papst Paul II.: ) Mit welcher Freigebigkeit Paul II. die Unglücklichen unterstützte, beweisen die Rechnungsbücher seiner Regierung.
Glücklicherweise bestätigten sich die Schreckensnachrichten über das Schicksal Albaniens nicht. Kruja war durch die Tapferkeit seiner Verteidiger unbezwingbar. Skanderbeg beschränkte sich auf den Kleinkrieg, der sich schon so oft bewährt hatte: in den Wäldern des Berges Tumenistos bei Kruja nahm er sichere Stellung und ermüdete von da aus das türkische Heer solange durch Überfälle, Scheinangriffe und Scheinflucht, bis der Sultan, der weder durch Bestechung noch durch ehrlichen Kampf etwas bewirken konnte, in die Winterquartiere nach Konstantinopel abziehen musste. Er ließ den osmanischen Kommandeur albanischer Abstammung, Ballaban Badera, mit 80.000 Männern vor Kruja zurück und hoffte, Kruja durch Blockade und Aushungerung erobern zu können.
Das Schicksal Albaniens hing von der Rettung der Festung Kruja ab, die Ballaban durch eine militärische Befestigungsanlage eingeschlossen hatte. Die Albaner und Venezianer aber waren nicht in der Lage, die Hauptstadt alleine zu retten. So entschloss sich Skanderbeg, persönlich nach Italien zu eilen, um in Rom und Neapel Geld und Waffen für seinen Osmanenkrieg zu erbitten.
In die Heimat zurückgekehrt, wurden die Osmanen im April 1467 geschlagen und Ballaban Baderas Bruder, Konstantin, gefangen genommen. Bald darauf errang Skanderbeg einen zweiten Sieg: Ballaban fiel, worauf die Truppen die Flucht ergriffen. Aber die Gefahr war noch nicht vorüber. Eine weitere osmanische Armee erschien im Sommer 1467, mit der Skanderbeg das ganze Jahr hindurch Gefechte zu bestehen hatte.

#### Skanderbeg in Italien

##### Skanderbeg in Neapel (1464)
Im Frühjahr 1464 kehrte Skanderbeg nach Rom zurück, während Pius II. sich fieberhaft auf den Kreuzzug vorbereitete, der durch seinen Tod im August desselben Jahres abgebrochen wurde. Es ist überliefert, dass er am 14. April in Neapel persönlich den Lehnseid auf Ferrante I. ablegte.
Bei dieser Gelegenheit bewilligte Ferrante Skanderbeg eine jährliche Vergütung von 1200 Dukaten, von denen nicht festgestellt werden kann, wie viel tatsächlich nach Albanien geschickt wurde. Nur eine einzige Zahlung Ferrantes ist sicher belegt, und zwar die Zahlung von 1.000 Dukaten, die er seinem Vasallen im Herbst des Jahres 1467 zukommen ließ.
Das Verhalten der italienischen Staaten gegenüber dem Sultansfeldzug Skanderbegs, der auch Italien bedrohte, ist nur vor dem Hintergrund der inneritalienischen Verhältnisse zu verstehen. Der überraschende Tod des Herzogs von Mailand Francesco Sforza im März 1466 hatte das Machtgleichgewicht in Italien erschüttert. Für Skanderbeg waren der neapolitanisch-venezianische Antagonismus in der südlichen Adria und die feindliche Haltung des Papstes gegenüber Venedig besonders verhängnisvoll. Die drei Staaten, die ihm in den vergangenen Jahren geholfen hatten, blockierten sich nun gegenseitig. Kurzfristig hatten die Staaten Italiens Skanderbeg aus Eigeninteresse im Stich gelassen. Skanderbeg konnte nur auf Unterstützung hoffen, wenn sich eine Schutzmacht Vorteile im italienischen Machtkampf erhoffte.

##### Skanderbeg in Venedig (1466)
Im März 1466 wandte sich Skanderbeg an Venedig, welches ihm Mittel anbot, um albanische Kämpfer zu rekrutieren. Allerdings wurde dieser Plan nicht umgesetzt. Die Signoria schützte Shkodra. Ihr Flottenadmiral, Vettore Capello, gab Skanderbeg auf Anweisung des Senats lediglich Ratschläge. Durres verteidigte sich selbst, während Kruja dank der Söldner von König Ferrante gehalten wurde. Am 4. Juni 1466 beschloss der venezianische Senat, keine weiteren Galeeren nach Albanien zu schicken. Der Senat forderte Ferrante und den Papst auf, dem verzweifelten Skanderbeg Hilfe zu leisten. Im Juni 1466 wurde Giovanni Matteo Contarini, der neue Gouverneur von Shkodra, damit beauftragt, Skanderbeg zu trösten und zu untersuchen, wo die 2.000 Dukaten verblieben sind, die einst für die Anwerbung albanischer Truppen vorgesehen waren.

##### Skanderbeg und Rom (1466)
Am 11. Mai 1466 wurden die Hilfsgesuche Albaniens im Konsistorium erörtert. Fünf Tage später drängte der venezianische Gesandte beim Heiligen Stuhl, Bernardo Giustiniani, den Papst zum Einschreiten. Im Juni 1466 trafen Gesandte aus Albanien, Venedig und Neapel in Rom ein und forderten den Papst auf, zur „albanischen Frage“ Stellung zu nehmen. Der Papst überreichte Skanderbeg 2.000 Dukaten und lud den venezianischen Klerus nach Rom ein, um über den Türkenkrieg zu sprechen. Mitte Juni 1466 informierte ein Franziskanermönch den Papst über die Notlage in Albanien und bat um finanzielle Unterstützung. Der Papst versprach eine Expeditionsstreitmacht von 8.000 Mann aus allen italienischen Staaten. Skanderbeg hatte jedoch dringend darum gebeten, keine Truppen in ein hungerndes und verwüstetes Land zu schicken, sondern wirtschaftliche Hilfe. Der Papst äußerte sich nicht näher zu Skanderbegs Plan, die verlorenen Gebiete zurückzuerobern, sondern verschob die Angelegenheit auf das folgende Jahr. Am 1. Juli 1466 kündigte er an, ein Treffen aller italienischen Staaten einzuberufen, um das weitere Vorgehen zu besprechen. Damit endete der päpstliche Beitrag zur Hilfe für Albanien.
König Ferrante von Neapel war direkt vom osmanischen Vormarsch betroffen, ebenso wie Venedig. Die Spannungen mit Venedig und dem Kirchenstaat sowie die Schwächung der Herrschaft Ferrantes nach den Wirren der Thronfolge schränkten seinen Handlungsspielraum erheblich ein. Zum Schutz entsandte er 200 Männer nach Kruja, da die Burg die apulische Küste schützte. Ferrante berichtete über die Ereignisse in Albanien an die italienischen Höfe, um sie auf die schwierige Lage auf der anderen Seite der Adria aufmerksam zu machen. Anfang Juni 1466 beauftragte er schließlich seinen Gesandten in Rom, den Papst zu drängen. Im Juni empfing er auch den Gesandten von Skanderbeg, Martin Muzaki. Anfang Juli plante Ferrante eine persönliche Reise nach Apulien, um die Verlegung von Hilfstruppen nach Albanien zu überwachen. Diese Truppen überquerten die Adria und unterstützten Skanderbeg bei seinen kurzfristigen Erfolgen.

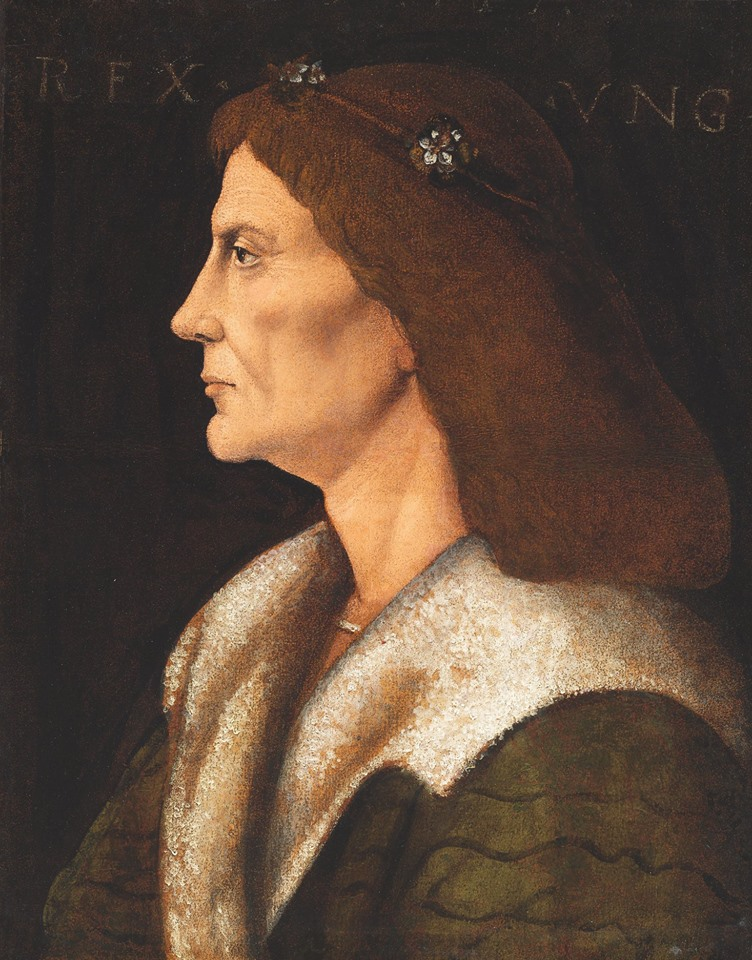
Andrea Mantegna: Matthias Corvinus, Szépművészeti Múzeum, Budapest

Skanderbeg wandte sich in seiner Verzweiflung an Matthias Corvinus, den Sohn seines alten Verbündeten Johann Hunyadi. Seit Beginn des Krieges gegen die Osmanen gab es einen regen Austausch von Gesandten zwischen König Matthias Corvinus und Skanderbeg. Nach dem gescheiterten Vorstoß in Bosnien (1464) hielt sich der ungarische Monarch jedoch zurück.

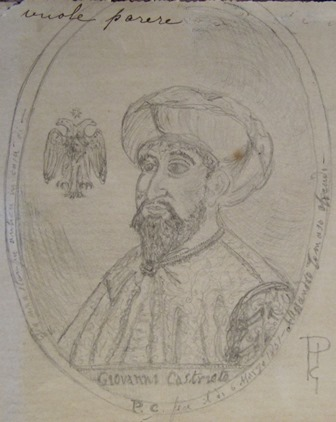
Pietro Cavoti: Gjon II. Kastrioti, 1851

Im Herbst 1466 befand sich Skanderbeg in einer äußerst ungünstigen Lage. Der Papst hatte sich gegen Venedig gestellt und verfolgte eine Politik des Zögerns im Hinblick auf den Osmanenkrieg. Aus diesem Grund beschloss Skanderbeg, persönlich nach Italien zu reisen, um in seiner Not um Hilfe zu bitten. Skanderbeg hinterließ ein zerstörtes Land, das von seinen Gegnern, den Osmanen, abtrünnigen albanischen Herren und Venedig beherrscht wurde. Skanderbeg schickte auch seinen elfjährigen Sohn Gjon II. nach Venedig. Dort sollte der junge venezianische Patrizier die Signoria um Unterstützung bitten.

##### Gjon II. Kastrioti in Venedig (1466)

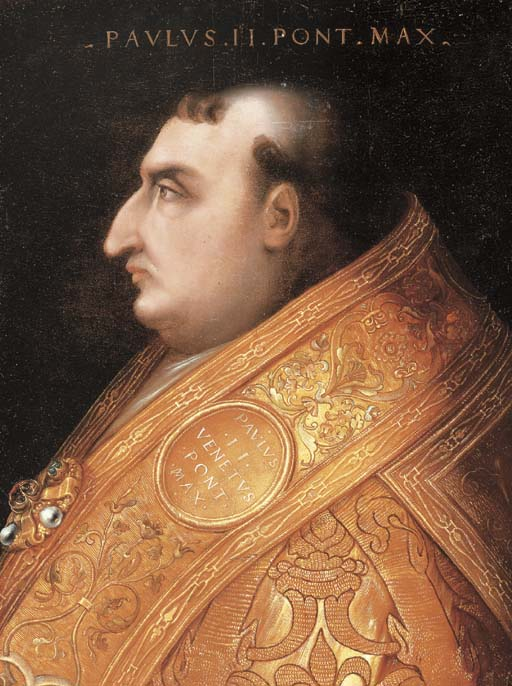
Cristofano dell'Altissimo: Papst Paul II. (15. Jahrhundert), Ölgemälde auf Leinwand

Im Oktober 1466 begaben sich die Kastrioti auf See. Am 9. September erschien Gijon, der Sohn von Skanderbeg, vor dem venezianischen Senat. Der Resident von Mailand berichtete jedoch seinem Herzog, dass die Venezianer nichts geben würden, da sie erschöpft seien. Venedig schob die Verantwortung auf den Papst ab und forderte ihn auf, den Albanern zu helfen.

##### Skanderbeg in Rom (1466)
Am 27. November 1466 wurde in Rom bekannt, dass Skanderbeg in Apulien gelandet war. Eine Quelle aus dem Archiv der Markgrafen von Mantua zeigt, dass Skanderbeg sich nicht sofort nach Rom begab, sondern nach Neapel. Skanderbeg teilte König Ferrante mit, dass er seine Verteidigung aufgeben müsse, wenn er nicht innerhalb von sechs Monaten Unterstützung für die beiden verbliebenen Burgen erhalte. Der König versprach Unterstützung, wies jedoch auf die schwierigen Bedingungen in Italien hin. Da er von Neapel keine Unterstützung mehr erwarten konnte, setzte Skanderbeg seine Reise nach Rom fort, wo er am 12. Dezember eintraf.
In Rom wurde er mit seinem Gefolge von 50 Rittern ehrenvoll empfangen. „Es ist ein alter Mann in den sechziger Jahren; er kam mit wenigen Pferden, in Armut; wie ich höre, will er um Hilfsmittel bitten“, berichtete ein Augenzeuge. Zwei Tage später sprach der Papst bei einem Treffen mit italienischen Gesandten über die Notwendigkeit, sowohl Skanderbeg als auch Matthias Corvinus zu unterstützen. Skanderbeg musste bald feststellen, dass der Papst nur am Osmanenkrieg beteiligt sein würde, wenn die italienischen Angelegenheiten gelöst waren.
Am 13. Dezember empfing Skanderbeg die mailändischen Gesandten Lorenzo de Pesaro und Augustino de Rubeis zu einem Höflichkeitsbesuch beim Heiligen Stuhl. Das Gespräch wurde von beiden Diplomaten protokolliert. Dies ist das einzige Mal, dass die Gedanken Skanderbegs von Zeitgenossen aufgezeichnet wurden: „Er [Skanderbeg] sagt, dass er in der Lage wäre, den Türken in diesem Land sehr gut zu widerstehen und schnell alles wiederzugewinnen, was verloren ist, wenn er nur vier- oder fünftausend Mann vor Mitte Februar bekäme. Die türkische Armee zieht traditionell im März ins Feld. Skanderbeg besitzt in Albanien nichts mehr außer der Burg Kruja“.

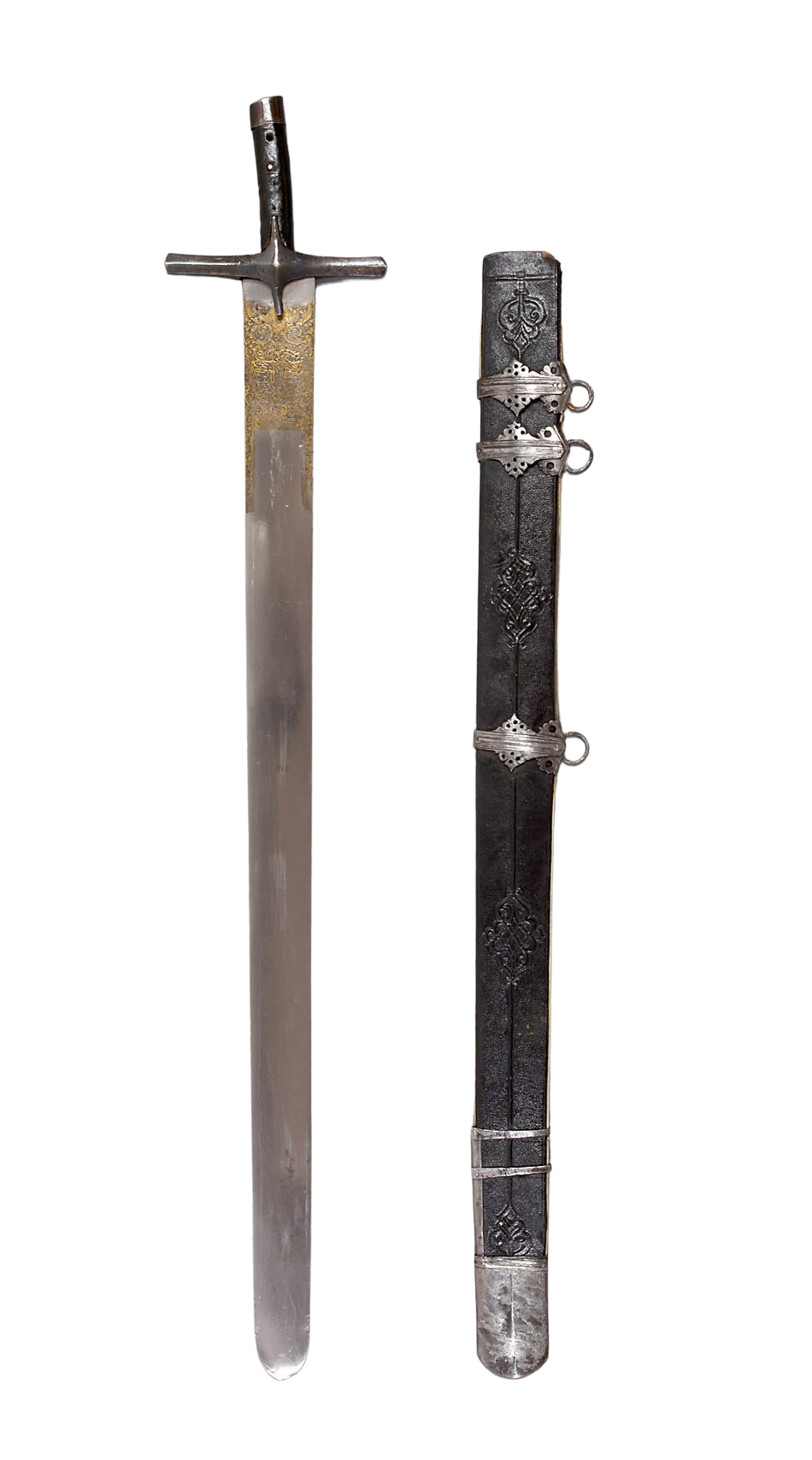
Das Schwert mit Lederscheide, das Georg Kastrioti Skanderbeg zugeschrieben wird, 15. Jahrhundert, Kunsthistorisches Museum, Wien

Zum Weihnachtsfest erhielt Skanderbeg vom Papst ein Schwert, das von einem Goldschmied aus Florenz gefertigt wurde. Am 7. Januar 1467 fand eine Sitzung des Konsistoriums statt, um Skanderbegs Antrag zu beraten. Der Papst bot ihm lediglich 5.000 Dukaten an, da die Lage in Italien unsicher war. Als ein Kardinal Einspruch erhob, wurde der Papst hitzig und sprach von der neapolitanischen Gefahr. Am 12. Januar beschloss das Konsistorium eine Osmanenhilfe von 5.000 Dukaten. Skanderbeg hätte sich anderswo um Hilfe bemühen sollen, so der Rat des Papstes.
Aus den Rechnungsbüchern von Papst Paul II. geht hervor, dass Skanderbeg für seinen Unterhalt einmal 250 Dukaten und ein anderes Mal 200 Dukaten erhalten hatte. Am 19. April 1467 erhielt Skanderbeg 2.700 Dukaten und am 1. September noch einmal 1.100 Dukaten. Es existiert ein Schreiben des Kardinals Francesco Gonzago, der an dem geheimen Konsistorium vom 7. Januar 1467 teilgenommen hat, in dem über die zu gewährende Hilfe beraten wurde. Dem Bericht zufolge erklärte sich der Papst sofort bereit, 5.000 Dukaten zu zahlen. Dass er nicht mehr gab, begründete er mit der Notwendigkeit, sein eigenes Land schützen zu mÜssen. Diese Summe wurde in einem weiteren geheimen Konsistorium am 12. Januar bestätigt.
Skanderbeg blieb bis zum 13. Februar 1467 in Rom, in der Hoffnung auf einen Sinneswandel der Kardinäle. Der Papst plante jedoch, Hilfsgelder aus dem Zehnten der neapolitanischen Kirche zu zahlen. Ferrante verweigerte jedoch die Zahlung an Rom. Skanderbeg erhielt von einem Kardinal 200 Dukaten als Almosen, da er seinen Aufenthalt in Rom nicht bezahlen konnte. Daraufhin gab ihm der Papst ebenfalls 200 Dukaten.

##### Skanderbeg in Neapel (1467)
Skanderbeg wandte sich an Neapel. Ferrante schrieb am 26. März 1467 nach Rom und prahlte mit seiner Hilfe für Skanderbeg, mit 1.000 Dukaten in bar, einigen Getreideladungen, Geld und Proviant für die Söldner in Kruja.

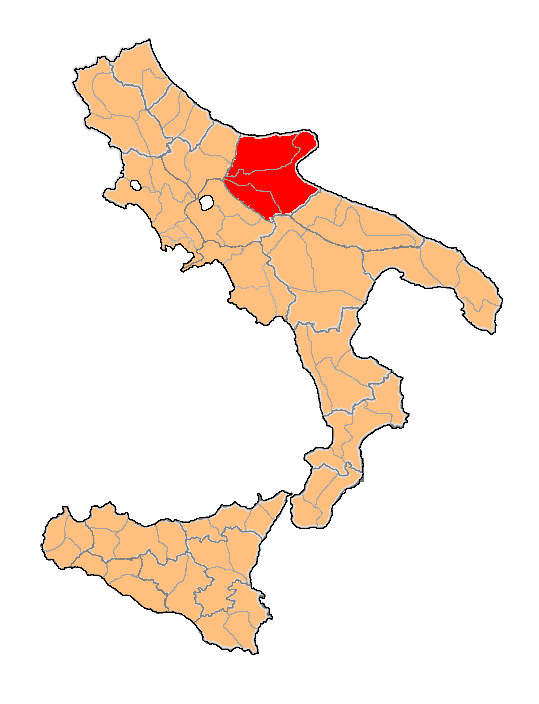
Darstellung der Region und historischen Provinz Capitanata

Am 10. April 1467 unterzeichnete König Ferdinand aus gratitudo liberalitas ac benignitas (Dankbarkeit, Großzügigkeit und Wohlwollen) eine königliche Urkunde, mit der er sich für die 1461 in Apulien geleistete Hilfe bedankte.
Mit dieser königlichen Urkunde, die erst nach drei Jahren vollstreckbar wurde (für die der König jedoch vier Tage später, am 14. April 1467, den Treueeid leistete), verlieh der König Skanderbeg und seinen gegenwärtigen und zukünftigen Erben die Ländereien von Monte Sant'Angelo und San Giovanni Rotondo in Capitanata als Lehen mit einer Reihe von symbolischen und wirtschaftlichen Vorteilen: Die Ausdehnung der Macht auf den gesamten Küstenstreifen zwischen den beiden Gütern, der normalerweise der königlichen Domäne vorbehalten war, der direkte Zugang der königlichen Gerichtsbarkeit bei Streitigkeiten und schließlich die Möglichkeit, von der Küste von Monte Sant’Angelo und vom Hafen von Mattinata aus Waren von beliebigem Wert zu importieren und zu exportieren, ohne die Abgaben an den Hafen von Manfredonia entrichten zu müssen. Monte Sant'Angelo war damals ein sehr angesehenes Lehen, das bis dahin nur Mitgliedern des regierenden Hauses verliehen worden war.
Schließlich hatte Skanderbeg viel Lob und wenig finanzielle Unterstützung vom Papst erhalten, während Ferdinand von Aragon dem Widerstand der Albaner misstraute, die auf dem Balkan der osmanischen Wut ausgesetzt waren.

##### Skanderbeg und Venedig
Im Jahre 1467 wandte sich Skanderbeg erneut der Republik Venedig zu, mit der er ein Militärbündnis schloss, ohne das Bündnis mit dem Königreich Neapel zu brechen. Er bemühte sich um die Wiederbelebung und Stärkung der „Albanischen Liga“ mit den albanischen Herren.
Doch eine plötzliche Krankheit und sein Tod im Januar 1468 in Lezha beendeten seinen Traum von einer Vereinigung gegen die osmanischen Invasoren und alarmierten das christliche Europa vor der Gefahr einer osmanischen Invasion des Abendlandes.
Bis zu seinem Tod hatte Skanderbeg Albanien von der Festung Kruja aus gegen das Osmanische Reich verteidigt. Seine Schwester Mamica half ihm bei der Verteidigung. Sie starb später in den Kämpfen gegen die Osmanen, die immer wieder versuchten, Skanderbegs Macht mit großen Truppenverbänden zu brechen. Die albanischen Truppen waren jedoch zu schwach, um die Osmanen vollständig zu vertreiben, und die erhoffte Unterstützung durch andere europäische Herrscher blieb aus.

### Skanderbegs Tod

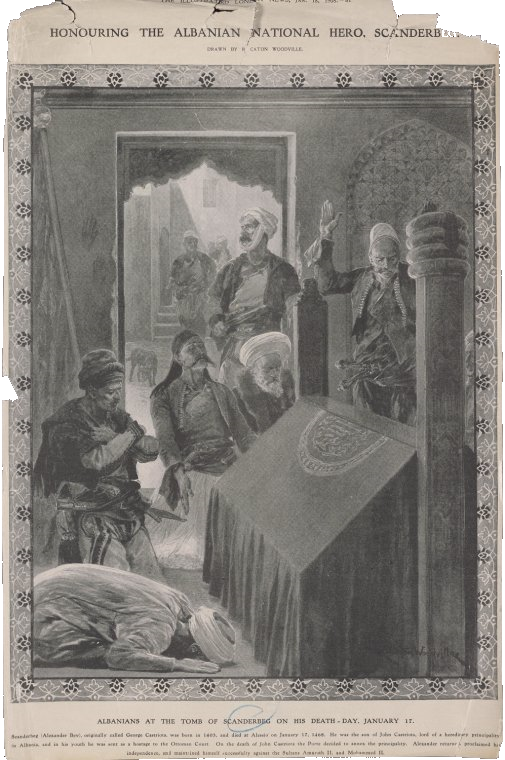
Idealisierte Darstellung von 1908 des Grabs von Skanderbeg und seiner trauernden Anhänger

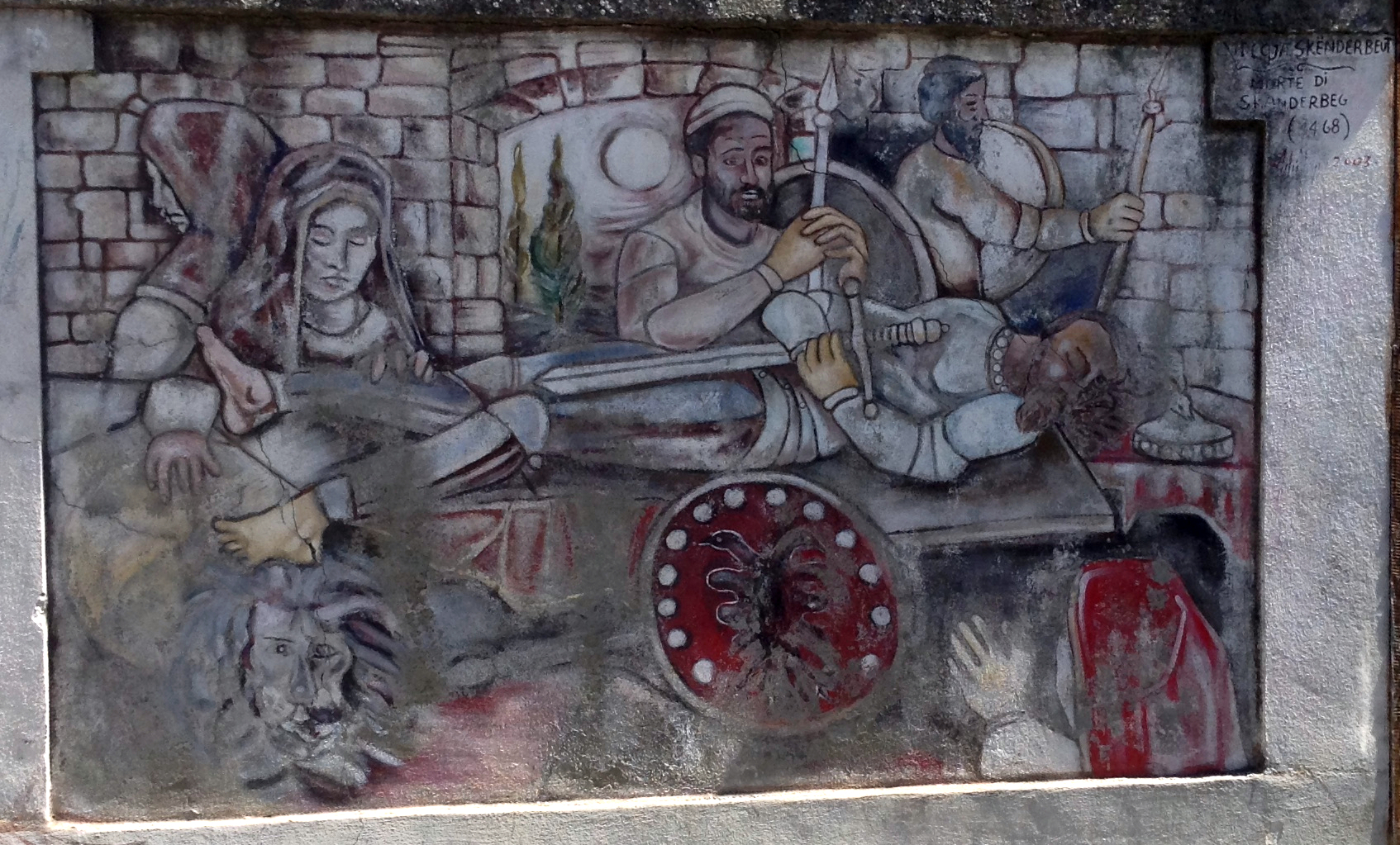
Der Tod Skanderbegs; Murales in San Costantino Albanese

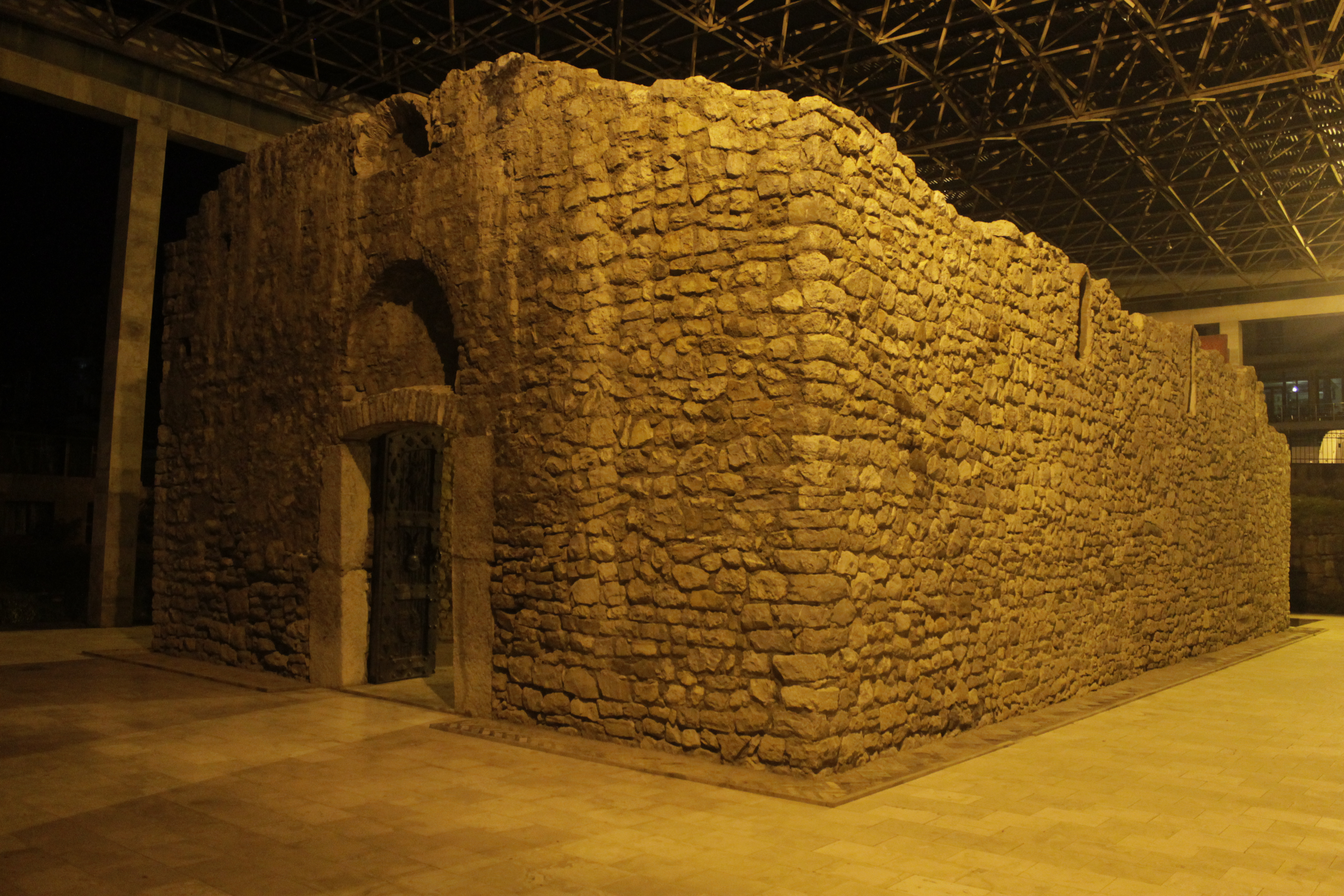
Die Reste der St. Nikolaus-Kirche heute

Skanderbeg starb am 17. Januar 1468 in Lezha, wahrscheinlich an Malaria, und wurde dort in der St.-Nikolaus-Kirche beigesetzt. Für die Christenheit war dies ein schwerer Verlust.
Als Sultan Mehmed II. vom Tod seines großen Gegners erfuhr, soll er ausgerufen haben: „Endlich gehören mir Europa und Asien. Wehe der Christenheit, sie hat Schwert und Schild verloren!“
Skanderbegs dreizehnjähriger unmündiger Sohn Gjon II. wurde sein Nachfolger.
Lekë Dukagjini übernahm von Lezha die Führung des Bundes und setzte den Widerstand gegen die Türken noch einige Jahre fort. Die Osmanen überschwemmten das Land: „In ganz Albanien sahen wir nur Osmanen“, heißt es in einem zeitgenössischen Bericht. 8.000 Albaner wurden innerhalb weniger Wochen als Sklaven verschleppt. Shkodra und Kruja, deren Besatzung durch venezianische Truppen verstärkt wurde, blieben zunächst uneinnehmbar.

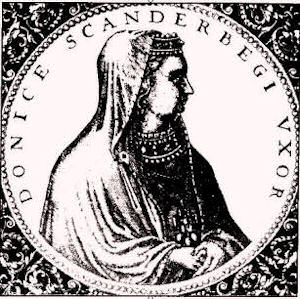
Gravur Donikas (Ehefrau) von Johann Theodor de Bry, 1596

Nach dem Tod Skanderbegs im Januar 1468 informierte seine Witwe Andronika (auch Donika), Tochter von Gjergj Arianiti und Maria Muzaka, König Ferrante von Neapel über den Vorfall. Als König Ferrante die Nachricht erhielt, schickte er Girolamo di Carovigno, einen Mann seines Vertrauens, nach Kruja, um Donika und seinem Sohn Johannes II. sein Beileid auszusprechen. Donika äußerte gegenüber dem Gesandten den Wunsch, sich mit ihrem 13-jährigen Sohn in den Lehen ihres Mannes im Königreich Neapel (Monte Sant'Angelo, San Giovanni Rotondo) niederzulassen, um der Rache und der Islamisierung durch die Osmanen zu entgehen. Sie bat außerdem um ein Schiff für die Überfahrt. Der König nahm all dies in seinem Schreiben vom 24. Februar 1468 mit großer Freude zur Kenntnis.
Mit Andronica kamen auch ihre Schwester Comita Arianiti, ihre Tochter Maria Balšić sowie die Söhne von Vrana Konti, Giovanni, Stanisha und Brana (oder Branai, ital. Bernardo), begleitet von seiner Frau Maria Zardari. Gemäß Gjin III. Muzaka, dem Cousin von Andronika, kamen auch seine Schwestern Maria und Elena mit ihren Töchtern Porfida (die Große) und Voisava nach Italien.
Nach Paolo Pettas Angaben erreichte Andronika mit ihrem Gefolge das Königreich Neapel nicht vor dem 23. Mai 1468. Es ist unbekannt, wo sie in der Anfangszeit lebte. Einige Historiker sind der Meinung, dass sie von König Ferdinand I. von Neapel im Castel Nuovo untergebracht wurde. Aus einem Dokument aus dem Jahr 1468 geht hervor, dass die donna Donica Areniti jährlich 1.000 Dukaten von König Ferdinand erhielt.
Am 27. August 1469 genehmigte die Regia Camera della Sommaria die Summe von einem Dukaten und einem Tarì für den Transport der „Sachen von Madama Donica“ zu den Häusern von Pietro Cola d’Alessandro, Herr von Faicchio, in Neapel in der Nähe des Klosters Santa Chiara.
Während Andronica meist am Hof lebte, verbrachte ihr Sohn Gjon die meiste Zeit auf den Lehen seines Vaters in Monte Sant’Angelo und diente dem spanischen Herrscher treu.

## Skanderbeg-Gedenkstätte

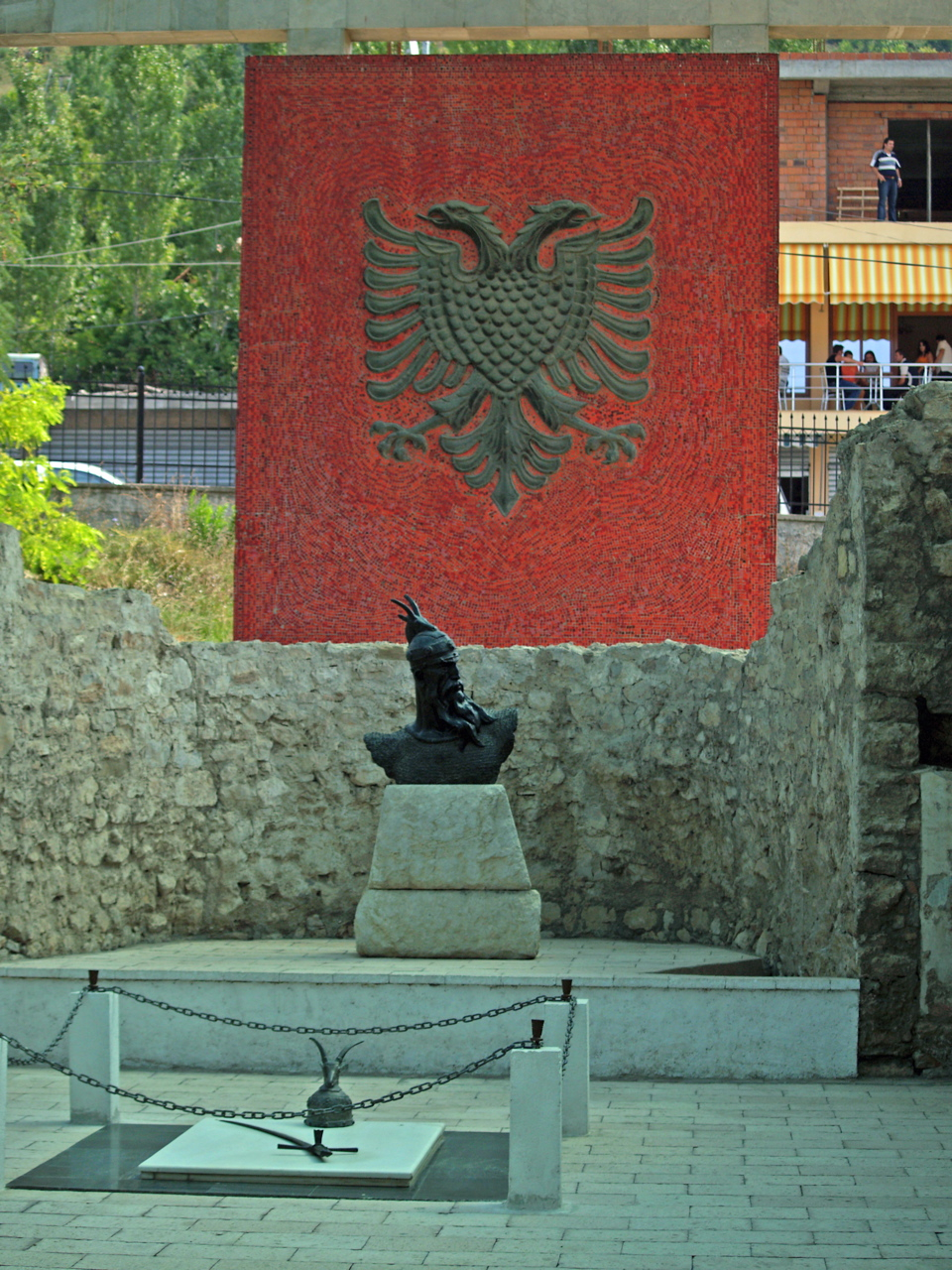
Skanderbeg-Büste und symbolische Grabstätte in der Skanderbeg-Gedenkstätte in Lezha

Zehn Jahre nach dem Tod von Skanderbeg konnten die Osmanen im Jahr 1478 Kruja und im Jahr 1479 Shkodra besetzen und somit ganz Albanien unter ihre Kontrolle bringen. Dies sollte für mehr als 400 Jahre so bleiben.
Die Grabstätte und die Kirche von Skanderbeg, in der sein Leichnam bestattet wurde, wurden später von Muslimen in die Selimiye-Moschee von Lezha umgewandelt. Viele Osmanen sollen Teile seiner Überreste als Talisman mitgenommen haben. Von der Grabeskirche sind heute nur noch wenige Mauerreste zu sehen.
Die Moschee wurde 1968 während der Atheismuskampagne des Diktators Enver Hoxha zerstört. In den 1970er Jahren wurde an ihrer Stelle ein Denkmal errichtet, das Nachbildungen des Helms und des Schwertes von Skanderbeg enthält. Die mutmaßlichen Originale befinden sich im Besitz des Kunsthistorischen Museums in Wien und sind in der Hofjagd- und Rüstkammer in der Neuen Burg ausgestellt. Anlässlich des 100. Jahrestages der Ausrufung der Unabhängigkeit der Republik Albanien am 28. November 2012 wurden der mutmaßliche Helm, das Schwert und weitere persönliche Artefakte für einige Tage im Historischen Nationalmuseum in Tirana ausgestellt.

## Nachkommen
1451 heiratete Skanderbeg im Kloster Ardenica in Südalbanien Donika Arianiti, die Tochter des Fürsten von Kanina, Gjergj Arianiti. 1456 wurde aus dieser Ehe sein einziger Sohn und Nachkomme Gjon Kastrioti II. geboren. Hamza, der sich Hoffnungen auf das Erbe des Fürstentums Kastrioti gemacht hatte, begab sich noch am selben Tag (1456) mit seiner Familie nach Adrianopel, wo er erneut zum Islam konvertierte.
Gjon, der von seinem Vater die Titel Herr von Monte Sant’Angelo und San Giovanni Rotondo geerbt hatte, wurde 1485 im Tausch gegen Monte Sant’Angelo und San Giovanni Rotondo erster Herzog von Galatina und erster Graf von Soleto in der Provinz Lecce.
Am 28. Oktober 1472 heiratete Gjon im Alter von 17 Jahren die 13-jährige Jerina (auch Irene), Tochter des serbischen Despoten Lazar II.Branković und Elena Palaeologus aus der byzantinischen Kaiserfamilie. Das Paar hatte fünf Kinder:
1. Costantino (1477–1500) (Bischof von Isernia)
2. Ferrante (?–1561), 2. Herzog von San Pietro in Galatina und von Soleto, venezianischer Patrizier, heiratete Adriana Acquaviva d’Aragona von den Herzögen von Nardò. Die erste Tochter Erina (?–1565), 3. Herzogin von San Pietro in Galatina und von Soleto, heiratete den Fürsten Pierantonio Sanseverino von Bisignano,[181] Lehnsherr von der von Arbëresh gegründeten Berggemeinde Civita.
3. Giorgio (?–1540)
4. Federico (?–?)
5. Maria (?–1560)

## Nachruhm

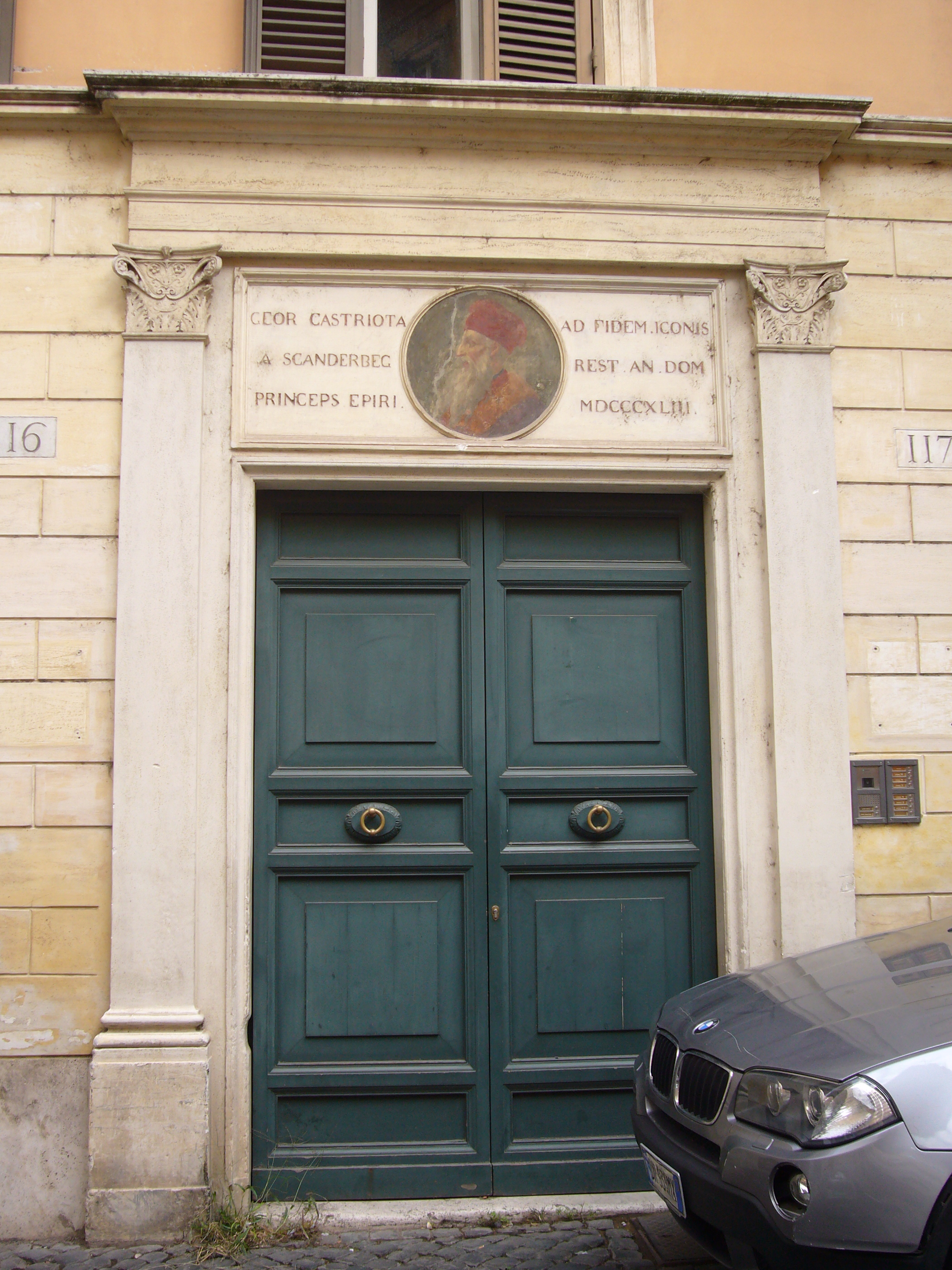
Haus Skanderbeg in Rom, Vicolo Scanderbeg 117

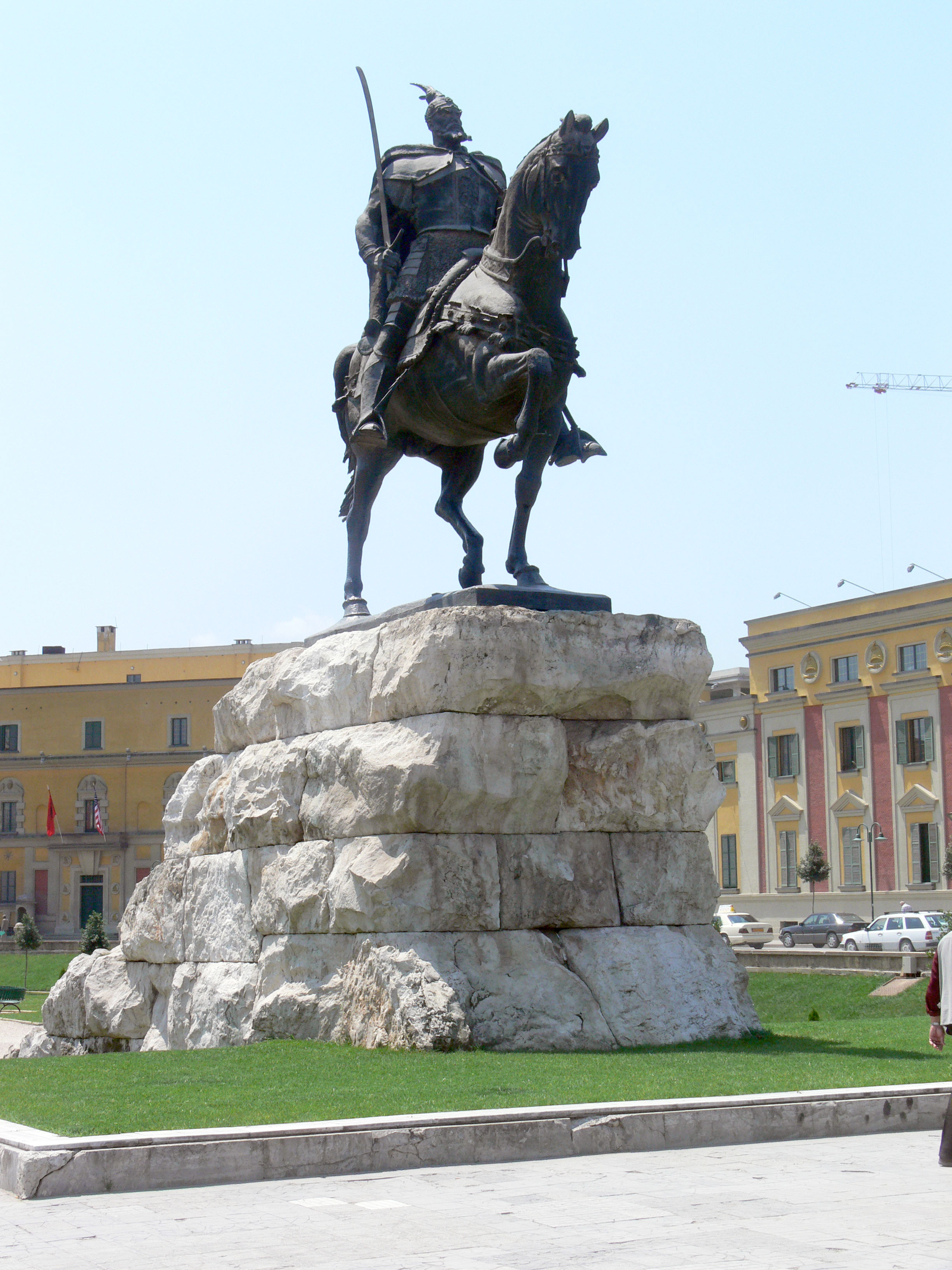
Heldengedenken: Das 1968 von Odhise Paskali erstellte Reiterstandbild auf dem Skanderbeg-Platz in der albanischen Hauptstadt Tirana ist das berühmteste Denkmal zu Ehren des Fürsten

Skanderbeg wurde schon zu Lebzeiten in ganz Europa bekannt. Am 23. Dezember 1457 ernannte Papst Calixtus III. Georg Kastrioti zum Kapitän-General der römischen Kurie und Kapitän-General des Heiligen Stuhls aufgrund seiner besonderen Verdienste in der Verteidigung des Christentums gegen die Osmanen.
Sein erfolgreicher Kampf gegen die Osmanen machte ihn zum Nationalhelden Albaniens, über den zahlreiche Bücher und Dramen geschrieben wurden, viele erst mehrere hundert Jahre nach seinem Tod. Skanderbeg ist auch der Titelheld der Oper „Scanderbeg“ von Antonio Vivaldi. Skanderbeg wird sogar in isländischen Quellen erwähnt. In der Skarðsárannáll zum Jahr 1469 steht als einziger Eintrag: „Es starb der löbliche Herr und Held Skanderbeg (der mit richtigem Namen Georgius Castriota hieß). Er hatte 24 Jahre geherrscht und er hat manch einen herrlichen Sieg errungen.“
Als Skanderbeg 1466 nach Rom kam, um Papst Paul II. um Hilfe für das christliche albanische Volk im Kampf gegen die Türken zu bitten, wurde er in dem kleinen, nach ihm benannten Palazzo mit der Hausnummer 117 untergebracht. Das Gebäude wurde wahrscheinlich später von der Familie Kastrioti erworben, und es ist überliefert, dass er seine Erben anwies, sein Porträt am Portal des Palazzetto bei Bedarf zu restaurieren. Die Inschrift über dem Portal lautet: Geor Castriota a Scanderbeg Princeps Epiri. / Ad fidem. Iconis rest. an. Dom MDCCCXLIII.
Die Berge um Kruja werden als Skanderbeggebirge bezeichnet. Das Skanderbeg-Museum in der Burg von Kruja sammelt alle Werke, die sich mit Skanderbeg befassen. Die Ruinen der St.-Nikolaus-Kirche in Lezha, wo er begraben wurde, wurden in eine Gedenkstätte umgewandelt. Diese wurde im Jahr 1981 eröffnet. Ein kleines Museum in Sina in Dibra widmet sich der berühmten Familie Kastrioti, die aus dieser Region stammt.
Es existieren keine bildlichen Darstellungen, die das tatsächliche Aussehen von Skanderbeg zu Lebzeiten zeigen. Alle Bilder des albanischen Fürsten basieren auf mündlichen Beschreibungen und wurden erst nach seinem Tod angefertigt.
In Tirana (siehe Skanderbeg-Platz) und Pristina sind die zentralen Plätze nach Skanderbeg benannt und werden durch Reiterstatuen von ihm geschmückt. Auch in Skopje (Skanderbeg-Platz), Rom, Debar und Rochester Hills (Michigan) stehen Reiterstatuen von ihm.
Im Budapester Stadtwäldchen (Varosliget) steht seit 2019 eine Büste von Skanderbeg, die von der albanischen Hauptstadt Tirana gestiftet wurde. Ebenfalls befindet sich am Lac Léman in Genf eine Büste, die Albanien der Schweiz geschenkt hat.
Von 1944 bis 1945 trug eine SS-Division, die hauptsächlich aus Albanern bestand, den Namen Skanderbeg.
1953 wurde der Film Der große Krieger Albaniens Skanderbeg als albanisch-sowjetische Koproduktion gedreht. Der Film handelt vom Nationalhelden Skanderbeg und wurde vom Kinostudio „Shqipëria e Re“ produziert. Es handelt sich um den ersten Spielfilm, der in Albanien produziert wurde. Im Jahr 2007 wurde der Film unter dem Namen Skanderbeg – Ritter der Berge auf DVD veröffentlicht, mit einer deutschen DEFA-Synchronisation.
Der albanische Schriftsteller Ismail Kadare thematisierte Skanderbegs Freiheitskampf in seinem Roman „Kështjella“ (Die Festung, 1970).